# Neckartal-Radweg

Ehemaliges Logo, vielerorts noch vorhanden

Der Neckartal-Radweg ist ein ausgeschilderter Radwanderweg entlang des Neckars.
Die Route verläuft rund 370 km von Villingen-Schwenningen nach Mannheim.

## Charakteristik
Der Neckar weist auf seiner Strecke einen Höhenunterschied von rund 650 Metern auf. Im oberen Abschnitt bis Oberndorf weist auch die flussabwärtige Richtung noch einige Steigungen auf. Bis auf einige Steigungen zwischen Marbach und Heilbronn sowie kurz vor  Hirschhorn ist der Rest der Route ohne nennenswerte Anstiege. Die Routenführung erfolgt größtenteils über ruhige Landstraßen oder eigene Radwege, teils gibt es auch kurze verkehrsreiche Abschnitte. Viele Ortsdurchfahrten verlaufen im öffentlichen Straßenverkehr.
Die ausgeschilderte Strecke führt mehrfach über den Fluss, sodass der Weg teils am linken, teils am rechten Ufer entlang führt. Parallel- oder Alternativstrecken am jeweils anderen Ufer sind in manchen Fällen vorhanden. Der Weg weicht streckenweise bis zu mehrere hundert Meter vom Fluss ab. Der allergrößte Teil der Strecke ist asphaltiert, teils gibt es auch Abschnitte mit Feinkies und naturbelassenen Waldwegen. Die Beschilderung ist in beide Richtungen durchgängig vorhanden und fast immer gut sichtbar. Das Wegweisersymbol hatte bis 2021 überwiegend die Form eines stilisierten Fahrrads auf blauem Grund mit der Aufschrift „Neckartal-Weg“, wobei lokal auch andere Beschilderungen anzutreffen waren. Seit 2021 wird der Weg mit einem neuen Logo beschildert, das ein Fahrrad und Flussschlingen auf orangem, eine Burg auf grünem und Weintrauben auf rotem Grund mit dem Schriftzug „Neckartal Radweg“ auf weißem Grund zeigt. Vielerorts findet man aber noch das alte Logo.
Nach ADFC-Angaben sind:
- Der Schwierigkeitsgrad: ca. 65 % leicht, 34 % mittel, 1 % schwer
- Die Streckenbeschaffenheit: ca. 76 % rennradgeeignet, 24 % wird Tourenrad empfohlen
- Die Verkehrsbelastung: ca. 95 % keine bis geringe, 4 % mäßig, 1 % hoch
- Ideal für Kinder: 25 %

Der ADFC zeichnete den Neckartal-Radweg 2018 als 4-Sterne-Qualitätsradroute.

## Landschaft und Kultur

Landschaften am Neckar

Der Neckartal-Radweg folgt dem Neckar von dessen Quelle auf der Baar bei Villingen-Schwenningen auf 706 m Meereshöhe und folgt ihm bis zu der Mündung in den Rhein in Mannheim. Zunächst fließt der Neckar zwischen Schwarzwald und Schwäbischer Alb nach Nordosten, ab dem „Neckarknie“ bei Plochingen nordwestwärts bis nordwärts durch die Ballungsräume von Stuttgart und Heilbronn, dann ab Eberbach im Odenwald westwärts bis Heidelberg und schließlich durch das Oberrheinische Tiefland nordwestwärts bis Mannheim. Er ist von Plochingen abwärts mittels Stauhaltungen zum Großschifffahrtsweg (Bundeswasserstraße) ausgebaut mit bedeutenden Häfen in Stuttgart, Heilbronn und Mannheim. Noch bis kurz vor Rottweil ist der Neckar nur ein kleiner Bach, erst danach führt er durch den Zufluss mehrerer Bäche mehr Wasser. Unterhalb von Rottweil tritt der Neckar in ein enges, waldreiches Tal ein und bahnt sich dann für die nächsten 80 km seinen Weg nach Norden zwischen den Höhenzügen des Schwarzwalds und der Schwäbischen Alb. Bei Weitingen wird das Tal von der 127 m hohen Neckartalbrücke der A 81 überspannt. Bei Rottenburg tritt er in die Tübinger Talweitung ein. Hinter Tübingen verengt sich das Tal wieder. Ab hier sind die umliegenden Hochflächen wesentlich stärker besiedelt. Ab Plochingen ist der Neckar als Schifffahrtsstraße ausgebaut und verläuft bis Stuttgart in weiter, verstädterter, von Verkehrsbauten durchzogener und mit Industrie überbauter Flussaue, die erst im Bereich des Cannstatter Talknickes kurz von großen Parkanlagen unterbrochen wird.
Hinter Stuttgart schlägt er die Generalrichtung nach Norden ein. In einem kurvenreichen und engen Talabschnitt durch den Landkreis Ludwigsburg fließen ihm von rechts bei Remseck die Rems, dann ebenfalls von rechts nördlich von Marbach die Murr zu, nach Passieren der Hessigheimer Felsengärten erreicht ihn danach von links bei Besigheim die wasserreiche Enz. Im Unterland um Heilbronn durchläuft der Neckar dann in wieder breiter Aue eine offene Landschaft. Bei Bad Friedrichshall nimmt der Neckar auf nur zwei Kilometern Fließstrecke nacheinander von rechts die zwei anderen seiner großen Nebenflüsse auf, erst seinen wasserreichsten Nebenfluss Kocher und kurz darauf seinen offiziell längsten, die Jagst, was zusammen seine Wasserführung ungefähr verdoppelt.
Zwischen Bad Wimpfen mit seiner Stauferpfalz und Mosbach tritt der Neckar in den Odenwald ein, wo erneut in einem schluchtartigen Tal hohe, bewaldete Hänge seine Ufer säumen und vor allem rechtsseitig tief eingeschnittene Täler münden. Am letzten seiner markanten Knie bei Eberbach biegt er dabei nach Westen, tritt bei Hirschhorn kurz auf hessisches Gebiet über und ist anschließend bis nach Neckarsteinach auf langen Strecken die Landesgrenze zwischen Baden-Württemberg und Hessen. Bei Neckargemünd mündet von links die Elsenz, ihr Unterlauf nutzt den abwärtigen Teil der sich weit nach Süden ziehenden ehemaligen Maurer Talschlinge, die der Neckar nach einem Mäanderdurchbruch hinterlassen hatte. Bei der Stadt Heidelberg, die im Norden an den Odenwald und im Süden an das Königstuhlmassiv grenzt, ist das Neckartal zwischen beidseits über 400 Meter höheren Bergen am tiefsten eingeschnitten. Nach Passieren der Heidelberger Altstadt tritt der Strom in die weite Oberrheinische Tiefebene ein und mündet nach weiteren rund 25 Kilometern in Mannheim in den Rhein.
Die bedeutendsten historischen Städte am Radweg sind Rottweil, Rottenburg, Tübingen und Heidelberg. Daneben gibt es das kulturhistorisch bedeutete Residenzschloss Ludwigsburg, Schillers Geburtshaus in Marbach und die Kaiserpfalz Bad Wimpfen. Zwischen Esslingen am Neckar und Gundelsheim wird der Württemberger Wein zum Teil auf steilen Terrassen angebaut. Trutzige Burgen finden sich vor allem am Rande des Odenwaldes.

## Anschlussradwege
- Etwa 100 Meter östlich der Bahnstation „Villingen-Schwenningen Zollhaus“ zweigt Richtung Süden der Römerweg ab. Auf ihm wird nach 9 km Donaueschingen und damit der Anschluss an den Donau-Radweg erreicht. Alternativ kann man auch ab dem Bahnhof Villingen dem Brigachtal-Radweg folgen der nach 16 km Donaueschingen erreicht und von hier entlang der Brigach bis zum Zusammenfluss mit der Breg, die zusammen die Donau bilden. Zwischen Villingen und Donaueschingen gibt es auch eine Bahnverbindung.

- In Mannheim stößt der Neckartal-Radweg auf den Rheinradweg, die EuroVelo 15 (auch: EV15). Über ihn besteht Verbindung Richtung Norden bis zur Rhein-Mündung in Rotterdam oder Richtung Süden bis ins Quellgebiet des Rheins in den Schweizer Alpen am Oberalppass.

- Der Drei-Täler-Radweg verläuft gemeinsam mit dem Neckartal-Radweg von Villingen über Rottweil bis Glatt und folgt ab hier den Flüssen Glatt und Kinzig bis Straßburg an den Rhein.

- Sowohl bei Remseck als auch bei Heilbronn stößt man auf den Alb-Neckar-Radweg, der über die Schwäbische Alb durch das Biosphärengebiet Schwäbische Alb von der Ulmer Donau zum Neckar führt.

- Der Kocher-Jagst-Radweg ist ein 330 km langer Rundweg entlang der Flüsse Kocher und Jagst der bei Bad Friedrichshall an den Neckar führt.

- Der Hessische Radfernweg R4 beginnt in Hirschhorn am Neckar und verläuft mit einer Gesamtlänge von 385 Kilometern von Süd nach Nord durch Hessen, entlang von Mümling, Nidda und Schwalm nach Bad Karlshafen an der Weser.

- Der 225 km lange 3-Länder-Radweg führt als Rundweg durch das Dreiländereck von Hessen, Baden-Württemberg und Bayern. Entlang von Mümling, Neckar und Main erkundet die Route den Odenwald.

- Der Burgenstraßen-Radweg verläuft über ca. 1.200 Kilometer parallel zur Touristenroute Burgenstraße zwischen Mannheim und Prag.

- In Heidelberg beginnt der Radweg-Bergstraße der bis nach Darmstadt führt.

## Bahnanbindung
Beide Endpunkte des Neckartal-Radwegs sind gut mit der Bahn zu erreichen. Die Quelle erreicht man entweder über den Bahnhof Villingen, der Anschluss an das Fernverkehrsnetz der Deutschen Bahn hat, oder von dort weiter mit der Regionalbahn zum Bahnhof Schwenningen. Zur Mündung gelangt man über den Hauptbahnhof Mannheim, einen Hauptknotenpunkt des Schienenfernverkehrs. Der Neckartal-Radwegs wird fast auf der gesamten Länge von Bahnstrecken mit Personenverkehr begleitet:
- von Villingen bis Bahnhof Rottweil mit acht Haltepunkten
- von Rottweil bis Horb mit Halten in Oberndorf und Sulz
- von Horb bis Tübingen Hauptbahnhof mit sechs Haltepunkten.
- Zwischen Tübingen und Nürtingen gibt es keine begleitende Bahnlinie. Zwischen den beiden Städten kann aber der Regional-Express nach Stuttgart genutzt werden.
- Vom Bahnhof Nürtingen begleitet die Filstalbahn den Radweg weiter bis zum Bahnhof Plochingen mit Halten in Wendlingen und Wernau.
- Plochingen ist an das S-Bahn-Netz von Stuttgart angeschlossen und mit der Line S1 erreicht man entlang des Neckars sowohl den Hauptbahnhof von Stuttgart als auch Bad Cannstatt und Esslingen am Neckar.
- Zwischen Bad Cannstatt und Besigheim gibt es keine begleitende Bahnstrecke. Auf dem Abschnitt sind allerdings Ludwigsburg, Marbach und Benningen mit der S-Bahn von Stuttgart aus zu erreichen.
- Von Besigheim bis Heilbronn Hauptbahnhof verkehrt eine Regionalbahn mit vier Zwischenhalten.
- Der gesamte restliche Neckartal-Radweg wird durch die Neckartalbahn begleitet. Heute verkehren dort zwischen Heilbronn und Mosbach die Stadtbahn S41 und ab Mosbach die S-Bahnen S1 und S2 nach Homburg (Saar) Hauptbahnhof bzw. Kaiserslautern Hauptbahnhof über Mannheim Hauptbahnhof.

## Verlauf
Der Neckartalradweg wird für die Verlaufsbeschreibung in vier Abschnitte eingeteilt. Alle Angaben für Entfernung und Höhenmeter sind circa-Angaben.
- Villingen–Rottenburg am Neckar (102 km)
- Rottenburg–Stuttgart-Bad Cannstatt (94,5 km)
- Stuttgart-Bad Cannstatt–Bad Wimpfen (102 km)
- Bad Wimpfen–Mannheim (117,5 km)

### Von Schwenningen bis Rottenburg
| \| \| 0.0 \| Villingen \| Villingen \| \| \| 8.0 \| Schwenningen \| Schwenningen \| \| \| 15.0 \| Deißlingen \| Deißlingen \| \| \| 15.5 \| Lauffen \| Lauffen \| \| \| 27.0 \| Rottweil \| Rottweil \| \| \| 32.0 \| Talhausen \| Talhausen \| \| \| 44.0 \| Epfendorf \| Epfendorf \| \| \| 46.0 \| Altoberndorf \| Altoberndorf \| \| \| 48.0 \| Oberndorf \| Oberndorf \| \| \| 51.0 \| Aistaig \| Aistaig \| \| \| 59.0 \| Sulz \| Sulz \| \| \| 64.0 \| Fischingen \| Fischingen \| \| \| 66.0 \| Neckarhausen \| Neckarhausen \| \| \| 70.0 \| Dettingen \| Dettingen \| \| \| 75.0 \| Horb \| Horb \| \| \| 77.5 \| Mühlen \| Mühlen \| \| \| 83.5 \| Eyach \| Eyach \| \| \| 86.5 \| Börstingen \| Börstingen \| \| \| 90.0 \| Sulzau \| Sulzau \| \| \| 92.5 \| Bieringen \| Bieringen \| \| \| 95.5 \| Obernau \| Obernau \| \| \| 102.0 \| Rottenburg am Neckar \| Rottenburg am Neckar \| |       |                      |                      |
| Kopfbahnhof Streckenanfang | 0.0   | Villingen            | Villingen            |
| Haltepunkt / Haltestelle | 8.0   | Schwenningen         | Schwenningen         |
| Haltepunkt / Haltestelle | 15.0  | Deißlingen           | Deißlingen           |
| Haltepunkt / Haltestelle | 15.5  | Lauffen              | Lauffen              |
| Haltepunkt / Haltestelle | 27.0  | Rottweil             | Rottweil             |
| Haltepunkt / Haltestelle | 32.0  | Talhausen            | Talhausen            |
| Haltepunkt / Haltestelle | 44.0  | Epfendorf            | Epfendorf            |
| Haltepunkt / Haltestelle | 46.0  | Altoberndorf         | Altoberndorf         |
| Haltepunkt / Haltestelle | 48.0  | Oberndorf            | Oberndorf            |
| Haltepunkt / Haltestelle | 51.0  | Aistaig              | Aistaig              |
| Haltepunkt / Haltestelle | 59.0  | Sulz                 | Sulz                 |
| Haltepunkt / Haltestelle | 64.0  | Fischingen           | Fischingen           |
| Haltepunkt / Haltestelle | 66.0  | Neckarhausen         | Neckarhausen         |
| Haltepunkt / Haltestelle | 70.0  | Dettingen            | Dettingen            |
| Haltepunkt / Haltestelle | 75.0  | Horb                 | Horb                 |
| Haltepunkt / Haltestelle | 77.5  | Mühlen               | Mühlen               |
| Haltepunkt / Haltestelle | 83.5  | Eyach                | Eyach                |
| Haltepunkt / Haltestelle | 86.5  | Börstingen           | Börstingen           |
| Haltepunkt / Haltestelle | 90.0  | Sulzau               | Sulzau               |
| Haltepunkt / Haltestelle | 92.5  | Bieringen            | Bieringen            |
| Haltepunkt / Haltestelle | 95.5  | Obernau              | Obernau              |
| Bahnhof | 102.0 | Rottenburg am Neckar | Rottenburg am Neckar |

- Streckenlänge: 102,0 km
- Höhenmeter: 516 m

Die Radwegmarkierung beginnt nördlich des Bahnhofes von Villingen nach Überquerung des Bickenstegs und führt Richtung Zollhaus und Schwenninger Moos, wo sich nahe der Europäischen Hauptwasserscheide zwischen Atlantik und Schwarzem Meer der Neckarursprung befindet. Danach vorbei am Eisstadion von Schwenningen in den Stadtpark Möglingshöhe, wo sich die symbolische Neckarquelle befindet. Von hier verläuft der Radweg entlang des Neckarbächleins über Deißlingen und Lauffen nach Rottweil. Dort vereinigen sich Neckar und Eschach. Auf dem Weg nach Oberndorf sind einige Steigungen zu überwinden, da sich der Neckar tief in die Landschaft eingeschnitten hat. Hier werden die Ortschaften Talhausen, Epfendorf und Altoberndorf passiert, bis man schließlich bei Kilometer 48 Oberndorf erreicht. Über Aistaig geht es dann nach Sulz, ab hier führt die Strecke deutlich ebener weiter. Durch Fischingen, Neckarhausen und Dettingen wird auf dem Weg in die alte Festungsstadt Horb gefahren. Von hier geht es dann direkt weiter in das über 2500 Jahre alte Rottenburg. Dabei müssen zwischen Börstingen und Bieringen etwa drei Kilometer auf der Straße ohne Radweg zurückgelegt werde, da ein Golfplatz direkt am Neckar eine andere Wegführung verhindert.

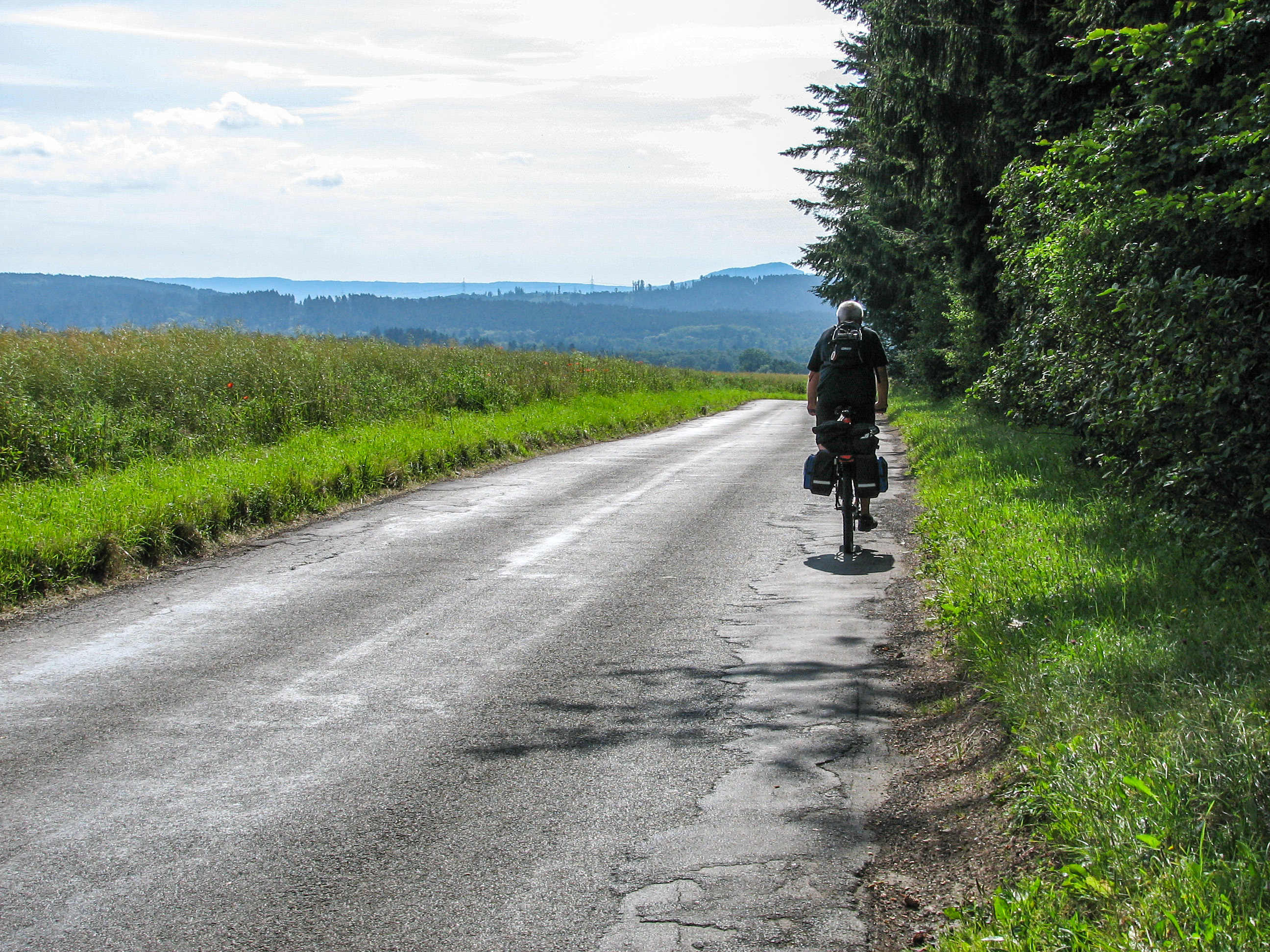
Hinter Villingen am Stallberg, Blick Richtung Schwenninger Moos
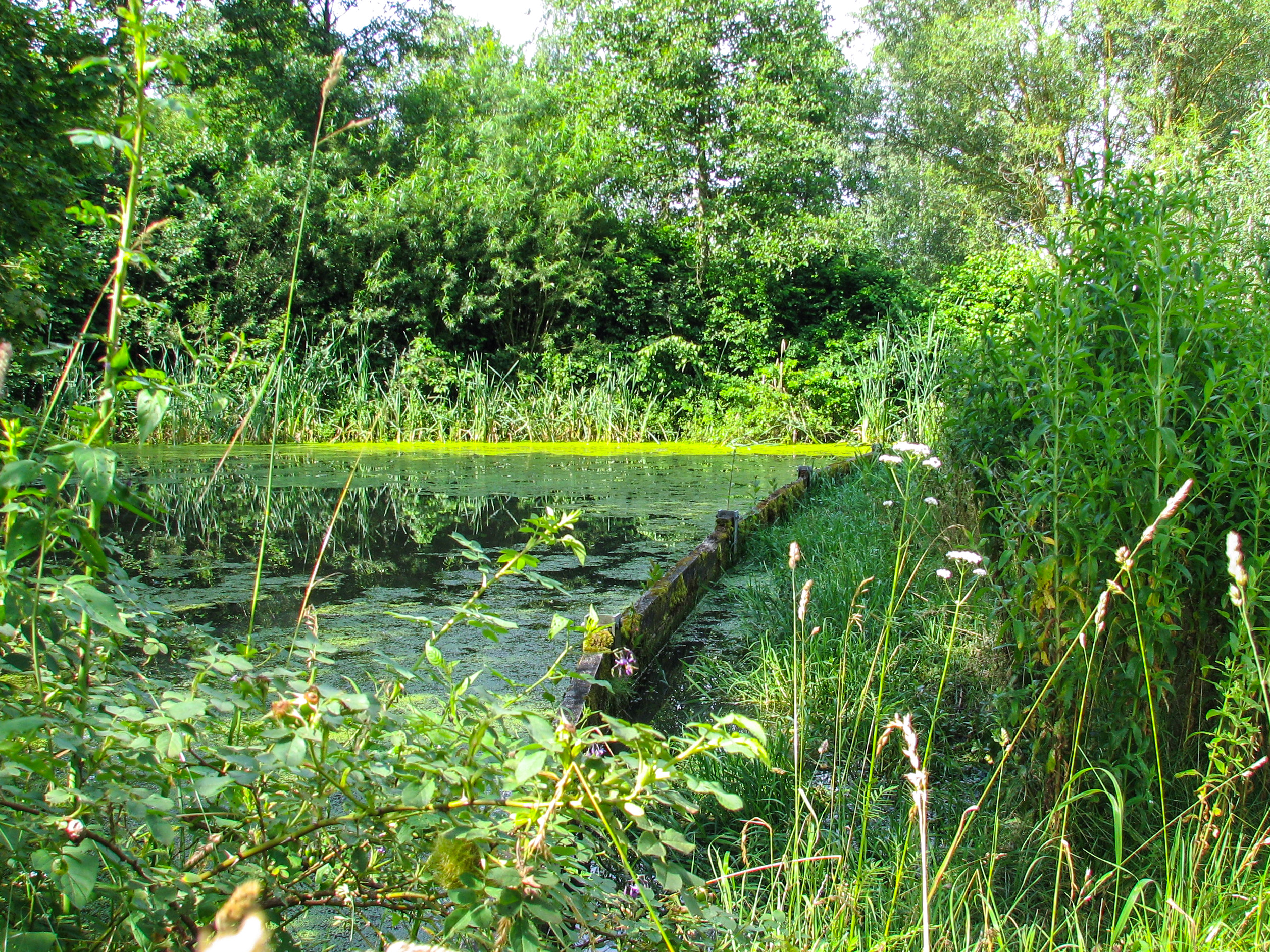
Im Schwenninger Moos, einem Regenmoor, liegt der Neckarursprung
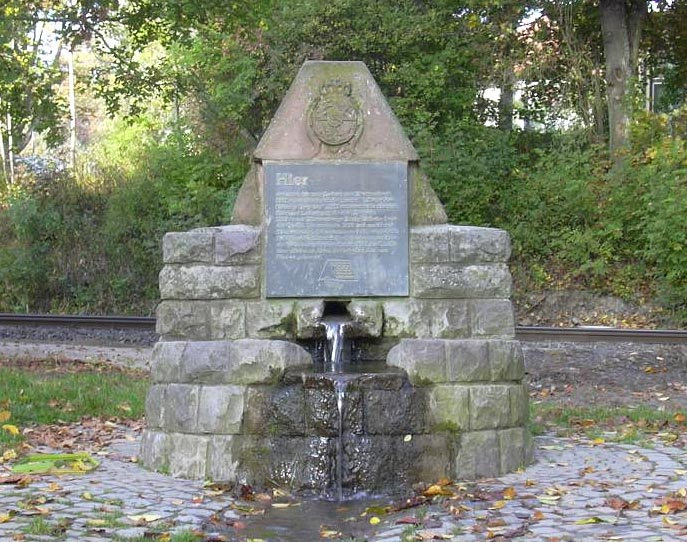
Neckarquelle in Schwenningen im Stadtpark Möglinshöhe
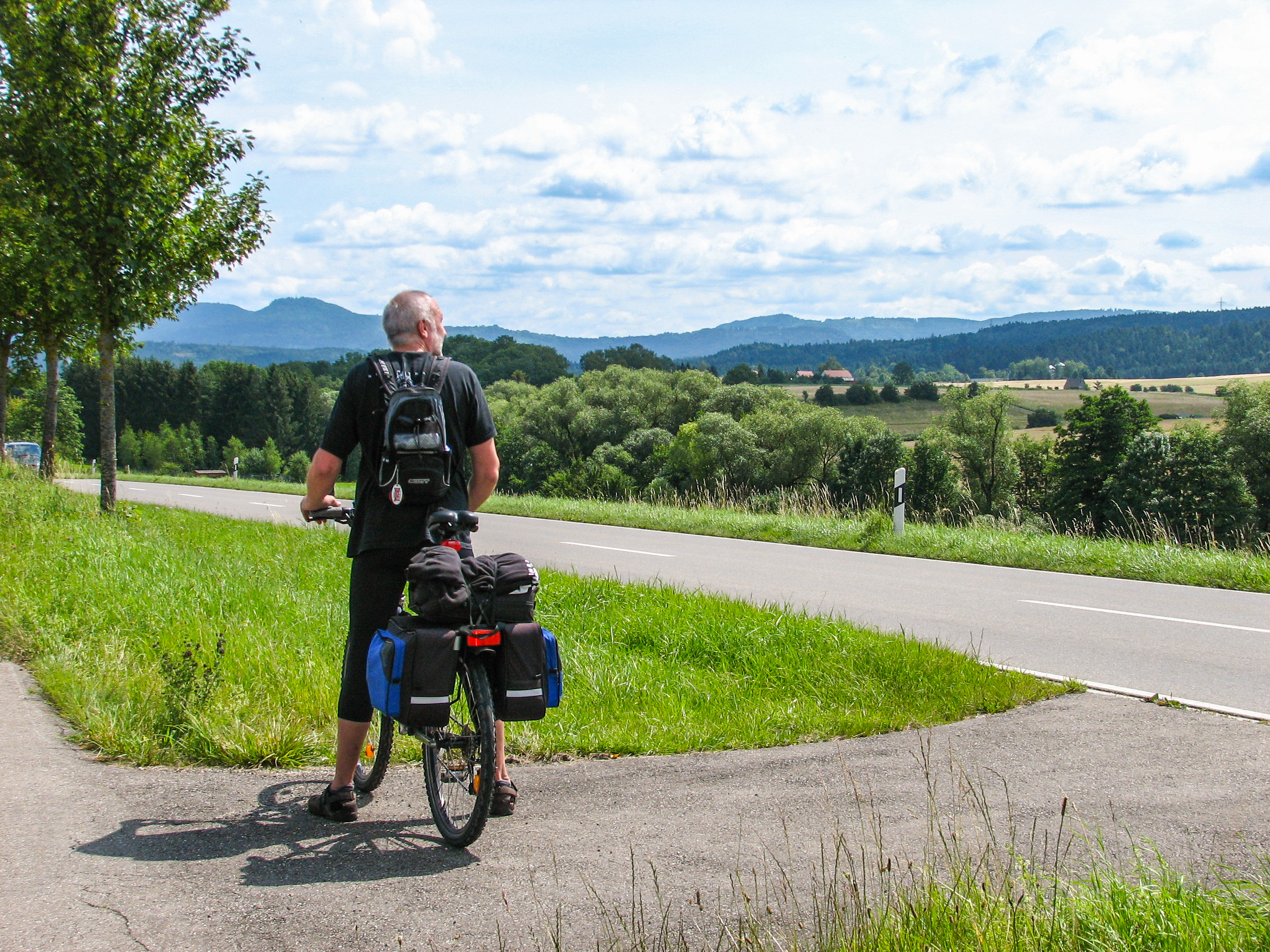
Gleich hinter Deißlingen weitet sich der Blick
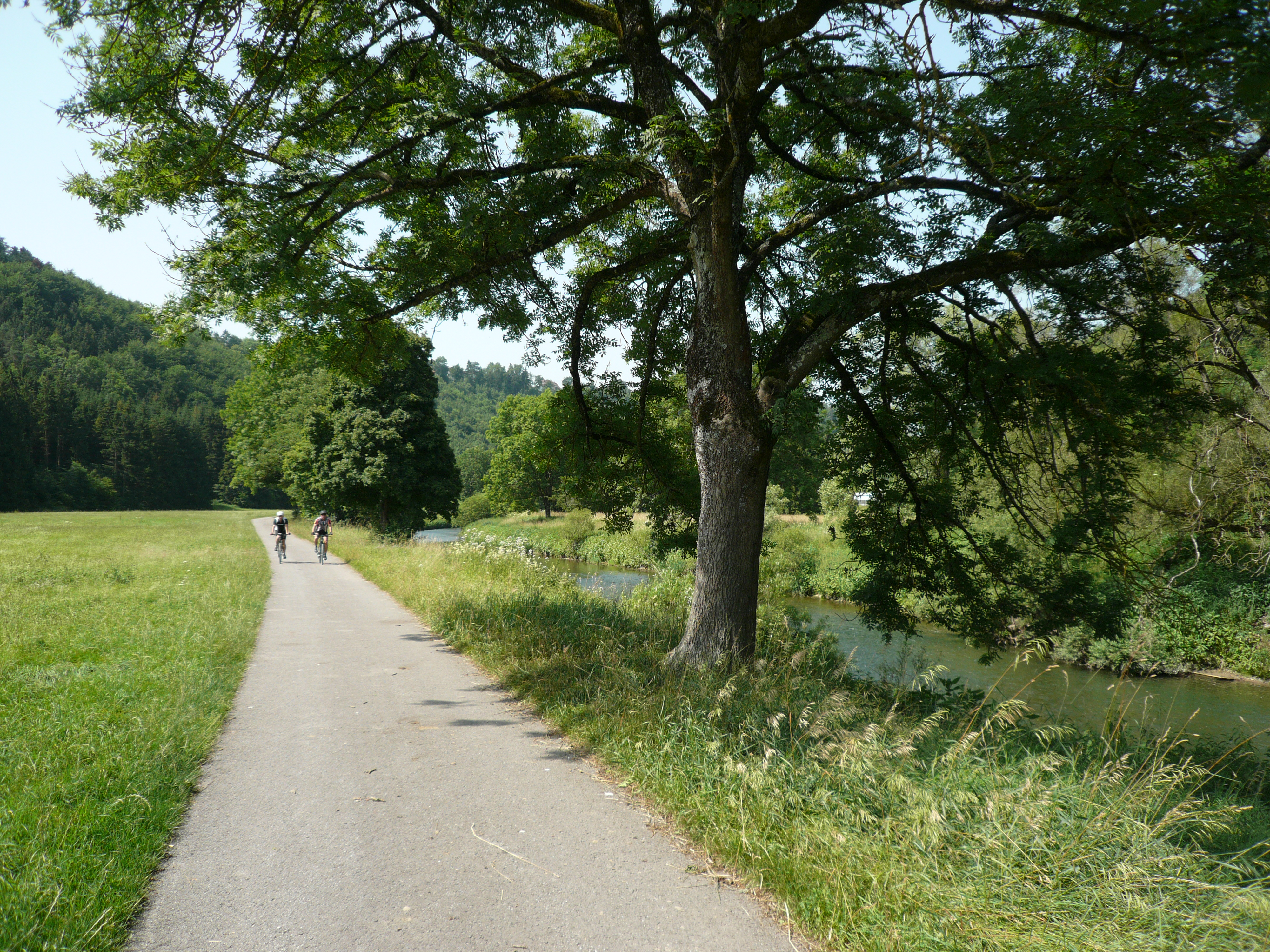
Neckartal-Radweg bei Sulz
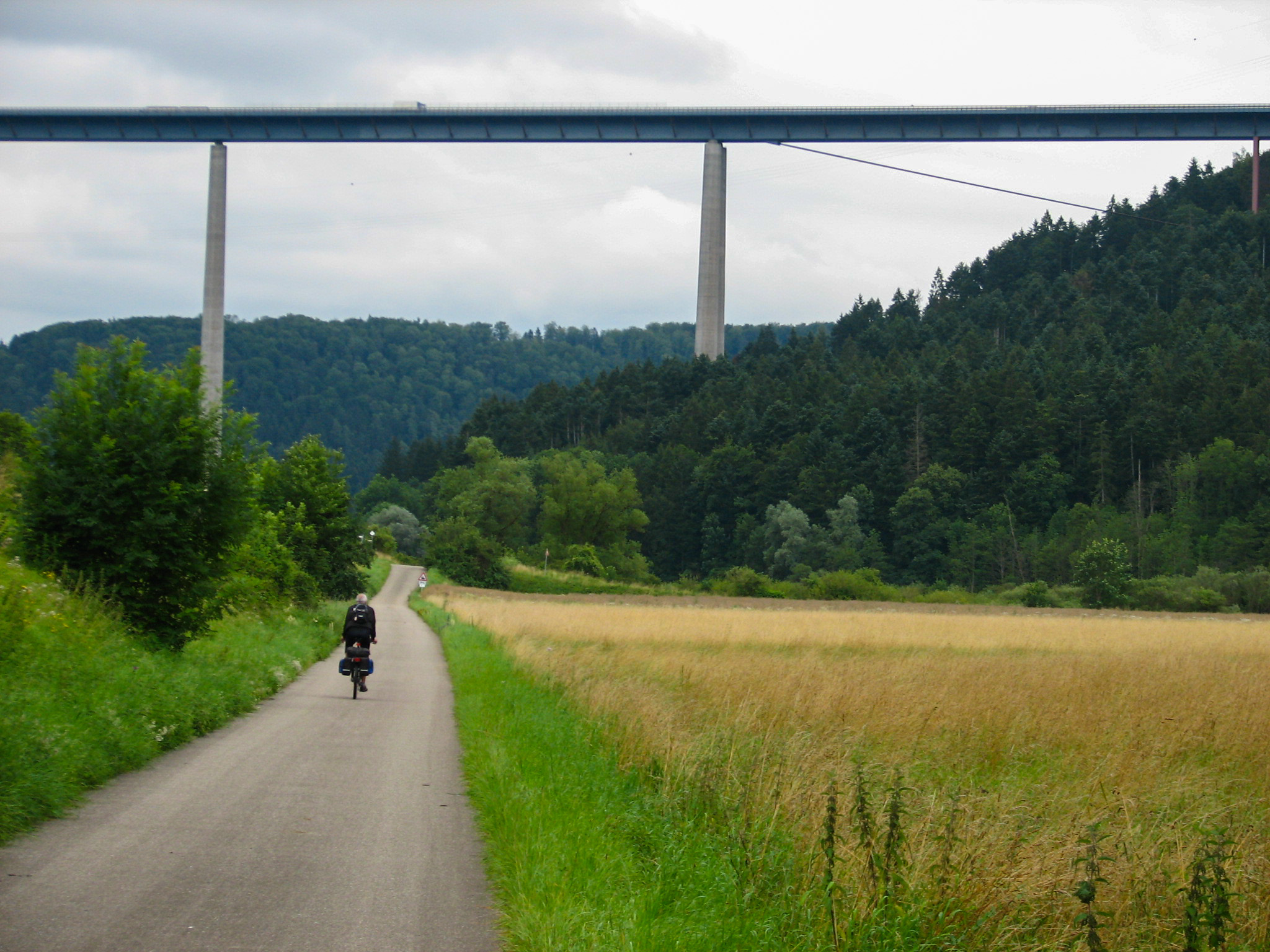
Die Neckartalbrücke Weitingen hängt in den Wolken
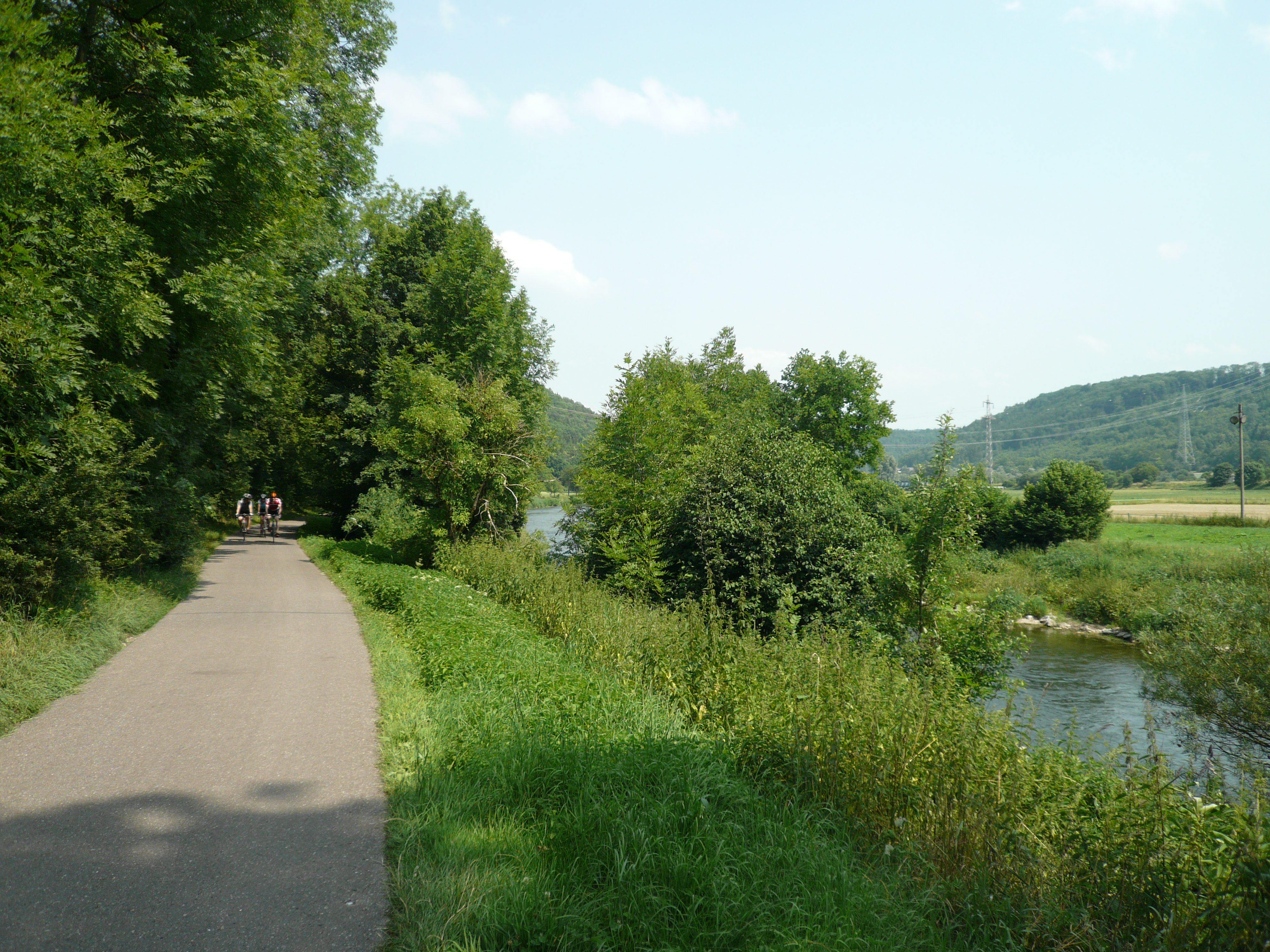
Neckartal-Radweg bei Bad Niedernau

#### Sehenswertes
- Die Altstadt von Villingen befindet sich unmittelbar westlich des Bahnhofes. Innerhalb der zum großen Teil erhaltenen Stadtbefestigung mit noch drei Tortürmen befinden sich unter anderem:
  - Das spätgotische Rathaus von 1534.
  - Das frühgotische Münster Unserer Lieben Frau aus dem 13. bis 16. Jahrhundert.
  - Der Münsterbrunnen.
  - Im stadtgeschichtlichen Franziskanermuseum befinden sich viele Funde aus keltischen Fürstengrabhügeln am Magdalenenberg aus dem 6. Jahrhundert vor Christus.

- Auf dem Weg nach Schwenningen führt die Radroute am Schwenninger Moos vorbei. Hier befindet sich der Neckarursprung der dann als Rinnsal nach Schwenningen führt. Im Schwenninger Stadtpark Möglingshöhe befindet sich die symbolische Neckarquelle, die 2009 einen neuen Quellstein erhalten hat. In Schwenningen selbst befindet sich:
  - Das Uhrenindustriemuseum in den Räumen der ehemaligen Württembergischen Uhrenfabrik Bürk
  - Bei Verlassen der Stadt führt die Route am Flugplatz Schwenningen vorbei, an den das „Internationale Luftfahrtmuseum“ angrenzt.

- Hoch über dem Neckar liegt die historische Altstadt der ältesten Stadt Baden-Württembergs, Rottweil. Die Altstadt in ihrem heutigen Erscheinungsbild geht im Wesentlichen auf die Staufer zurück. Besonders herausragend sind:
  - Das Schwarze Tor, ein Teil der 1230 errichteten staufischen Befestigung
  - Neben dem schwarzen Tor der Hübsche Winkel
  - Das Alte Rathaus aus dem 14. Jahrhundert
  - Die Hochbrücke über den tiefen Stadtgraben
  - Das Stadtmuseum an der Hauptstraße thematisiert Stadtgeschichte und die schwäbisch-alemannische Fasnet mit dem Narrensprung.
  - Das Heilig-Kreuz-Münster ist die katholische Hauptkirche der Stadt Rottweil.
  - Der Kapellenturm der Kapellenkirche ist das Wahrzeichen der Stadt und gilt als einer der schönsten gotischen Kirchtürme.

- Vom Gemeindegebiet von Sulz am Neckar ist ein Abstecher zum Wasserschloss Glatt möglich das etwa zwei Kilometer westlich des Radwegs liegt. Der Abstecher führt von Neckarhausen entlang des Flüsschens Glatt zum gut erhalten Wasserschloss. Es ist eines der ältesten Renaissance-Schlösser Süddeutschlands und stammt ursprünglich aus dem 13. Jahrhundert.

- Die Silhouette der historischen Altstadt von Horb auf einem Höhenzug oberhalb des Neckars ist vom Radweg gut zu erkennen. Unten am Neckar befindet sich das
  - Ihlinger Tor, auch Luziferturm genannt, da er im Mittelalter als Gefängnis für der Hexerei beschuldigter Frauen diente.
  - Das riesige Fachwerkgebäude Hoher Giebel, ein ehemaliges Handelshaus.
  - Stubenschens Schlösschen, dessen 1519 erbautes Hauptgebäude mit seiner Westfront auf der Stadtmauer aufliegt.
  - Auf dem Höhenzug liegen:
  - Das ehemalige Dominikanerkloster. Das bei dem Stadtbrand von 1725 niedergebrannte Kloster wurde danach wieder aufgebaut. Heute befindet sich das Finanzamt in dem Gebäude.
  - Die Stiftskirche Heilig Kreuz. Sie stammt ursprünglich aus dem 13. Jahrhundert wurde aber auch durch den Stadtbrand zerstört und Mitte des 18. Jahrhunderts im Barockstil wieder aufgebaut.
  - Das Rat- und Wachthaus am Markt mit dem Marktbrunnen.
  - Zahlreiche weiter Fachwerkhäuser

- Die Neckartalbrücke Weitingen hat eine Gesamtlänge von 900 Metern und eine Höhe von 127 Metern über Grund. Über sie führt die Bundesautobahn 81.

- Vom Radweg weithin sichtbar zwischen Börstingen und Sulzau am nördlichen Talhang liegt die Weitenburg. 1437 führte die Gefangennahme zweier Gesandter des Grafen Ludwig von Württemberg zur Fehde mit dem Schlossherren.

- Rottenburg am Neckar zählt zu den ältesten Siedlungsplätzen in Baden-Württemberg. Bereits aus der Zeit vor dem 13. Jahrhundert als die mittelalterlichen Stadt entstand gibt es Hinweise auf größere Siedlungen. So aus keltischer, römischer und frühmittelalterlicher Zeit. der Rottenburger Dom St. Martin gilt heute als Wahrzeichen der Stadt. Daneben gibt es unter anderem:
  - Die Altstadt mit ihren engen Gassen und mittelalterlichen Türmen.
  - Das Bischöfliche Ordinariat ist im ehemaligen Jesuitenkolleg aus dem 17. Jahrhundert untergebracht.
  - Prägend sind zudem die klösterlichen Pfleghöfe wie der Rohrhalder oder der Kreuzlinger Hof sowie die ehemaligen Adelspalais, wie die Alte Welt und das Haus zum Waldhorn sowie das barocke Rathaus.

| \| \| 0.0 \| Rottenburg am Neckar \| Rottenburg am Neckar \| \| \| 6.5 \| Hirschau (Tübingen) \| Hirschau (Tübingen) \| \| \| 13.0 \| Tübingen \| Tübingen \| \| \| 16.5 \| Lustnau \| Lustnau \| \| \| 21.5 \| Kirchentellinsfurt \| Kirchentellinsfurt \| \| \| 28.0 \| Pliezhausen \| Pliezhausen \| \| \| 31.5 \| Mittelstadt \| Mittelstadt \| \| \| 36.0 \| Neckartenzlingen \| Neckartenzlingen \| \| \| 40.5 \| Neckartailfingen \| Neckartailfingen \| \| \| 45.0 \| Neckarhausen \| Neckarhausen \| \| \| 49.5 \| Nürtingen \| Nürtingen \| \| \| 54.5 \| Oberboihingen \| Oberboihingen \| \| \| 56.5 \| Wendlingen \| Wendlingen \| \| \| 58.5 \| Köngen \| Köngen \| \| \| 63.5 \| Wernau \| Wernau \| \| \| 68.0 \| Plochingen \| Plochingen \| \| \| 71.5 \| Altbach \| Altbach \| \| \| 79.0 \| Esslingen am Neckar \| Esslingen am Neckar \| \| \| 84.5 \| Mettingen \| Mettingen \| \| \| 86.5 \| Obertürkheim \| Obertürkheim \| \| \| 89.0 \| Untertürkheim \| Untertürkheim \| \| \| 94.5 \| Bad Cannstatt \| Bad Cannstatt \| |      |                      |                      |
| Bahnhof | 0.0  | Rottenburg am Neckar | Rottenburg am Neckar |
| Haltepunkt / Haltestelle | 6.5  | Hirschau (Tübingen)  | Hirschau (Tübingen)  |
| Haltepunkt / Haltestelle | 13.0 | Tübingen             | Tübingen             |
| Haltepunkt / Haltestelle | 16.5 | Lustnau              | Lustnau              |
| Haltepunkt / Haltestelle | 21.5 | Kirchentellinsfurt   | Kirchentellinsfurt   |
| Haltepunkt / Haltestelle | 28.0 | Pliezhausen          | Pliezhausen          |
| Haltepunkt / Haltestelle | 31.5 | Mittelstadt          | Mittelstadt          |
| Haltepunkt / Haltestelle | 36.0 | Neckartenzlingen     | Neckartenzlingen     |
| Haltepunkt / Haltestelle | 40.5 | Neckartailfingen     | Neckartailfingen     |
| Haltepunkt / Haltestelle | 45.0 | Neckarhausen         | Neckarhausen         |
| Haltepunkt / Haltestelle | 49.5 | Nürtingen            | Nürtingen            |
| Haltepunkt / Haltestelle | 54.5 | Oberboihingen        | Oberboihingen        |
| Haltepunkt / Haltestelle | 56.5 | Wendlingen           | Wendlingen           |
| Haltepunkt / Haltestelle | 58.5 | Köngen               | Köngen               |
| Haltepunkt / Haltestelle | 63.5 | Wernau               | Wernau               |
| Haltepunkt / Haltestelle | 68.0 | Plochingen           | Plochingen           |
| Haltepunkt / Haltestelle | 71.5 | Altbach              | Altbach              |
| Haltepunkt / Haltestelle | 79.0 | Esslingen am Neckar  | Esslingen am Neckar  |
| Haltepunkt / Haltestelle | 84.5 | Mettingen            | Mettingen            |
| Haltepunkt / Haltestelle | 86.5 | Obertürkheim         | Obertürkheim         |
| Haltepunkt / Haltestelle | 89.0 | Untertürkheim        | Untertürkheim        |
| Bahnhof | 94.5 | Bad Cannstatt        | Bad Cannstatt        |

### Von Rottenburg nach Stuttgart-Bad Cannstatt
- Streckenlänge: 94,5 km
- Höhenmeter: 190 m

Gleich nach dem Start in Rottenburg führt der Neckartal-Radweg in die Universitätsstadt Tübingen (Kilometer 13). Nach den Orten Lustnau, Kirchentellinsfurt, Pliezhausen, Mittelstadt, Neckartenzlingen, Neckartailfingen und Neckarhausen kommt man ins mittelalterliche Nürtingen (Kilometer 49,5) und nach 2 weiteren Kilometern nach Wendlingen am Neckar mit seinem Naherholungsgebiet Schäferhäuser See. Die rekultivierten Baggerseen sind heute ein schönes Naturschutzgebiet. Von hier ist es ein Katzensprung nach Köngen. Beeindruckend sind hier die Alte Neckarbrücke und das rekonstruierte Römerkastell. Weitere 5 km sind es nun nach Wernau. Hier führt der Neckartalradweg entlang des Naturschutzgebietes Wernauer Baggerseen.
Entlang der Ortschaften Plochingen, Deizisau, Altbach erreicht die Route Esslingen am Neckar und damit die stark industrialisierte Stuttgarter Region. Über Mettingen, Ober- und Untertürkheim wird die Landeshauptstadt Stuttgart und das Ziel Bad Cannstatt erreicht.

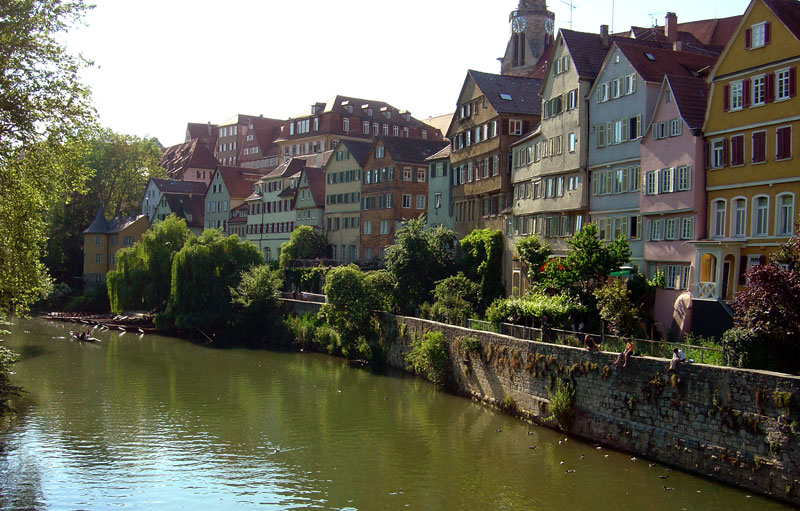
Neckar bei Tübingen
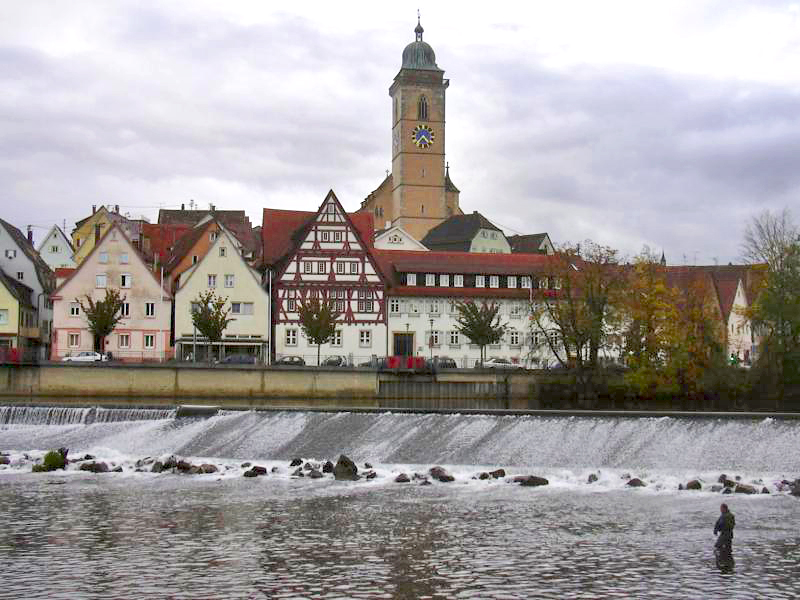
Neckar bei Nürtingen
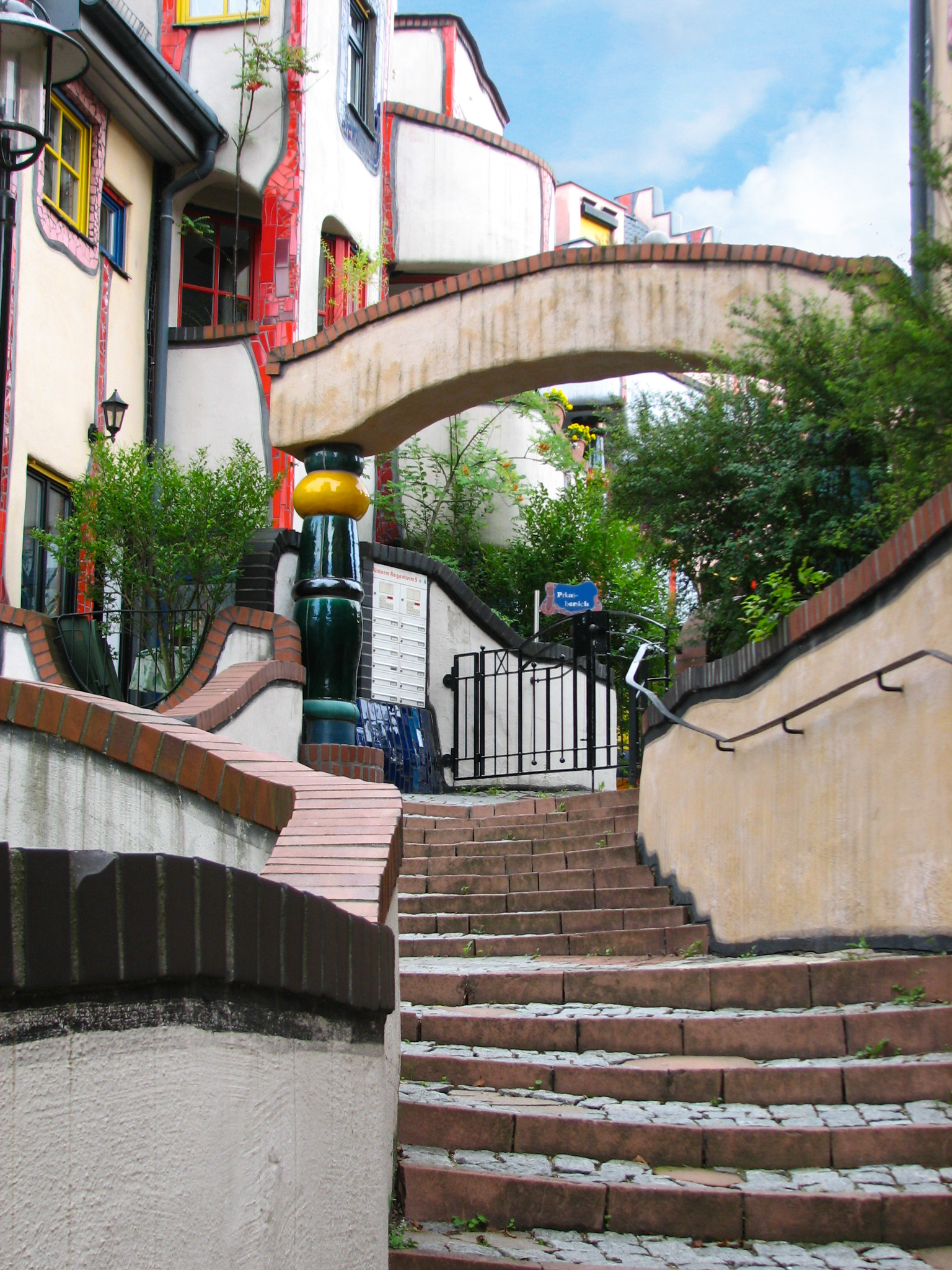
Hundertwasser-Ensemble in Plochingen
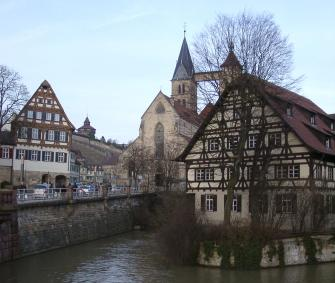
Esslingen mit Stadtkirche
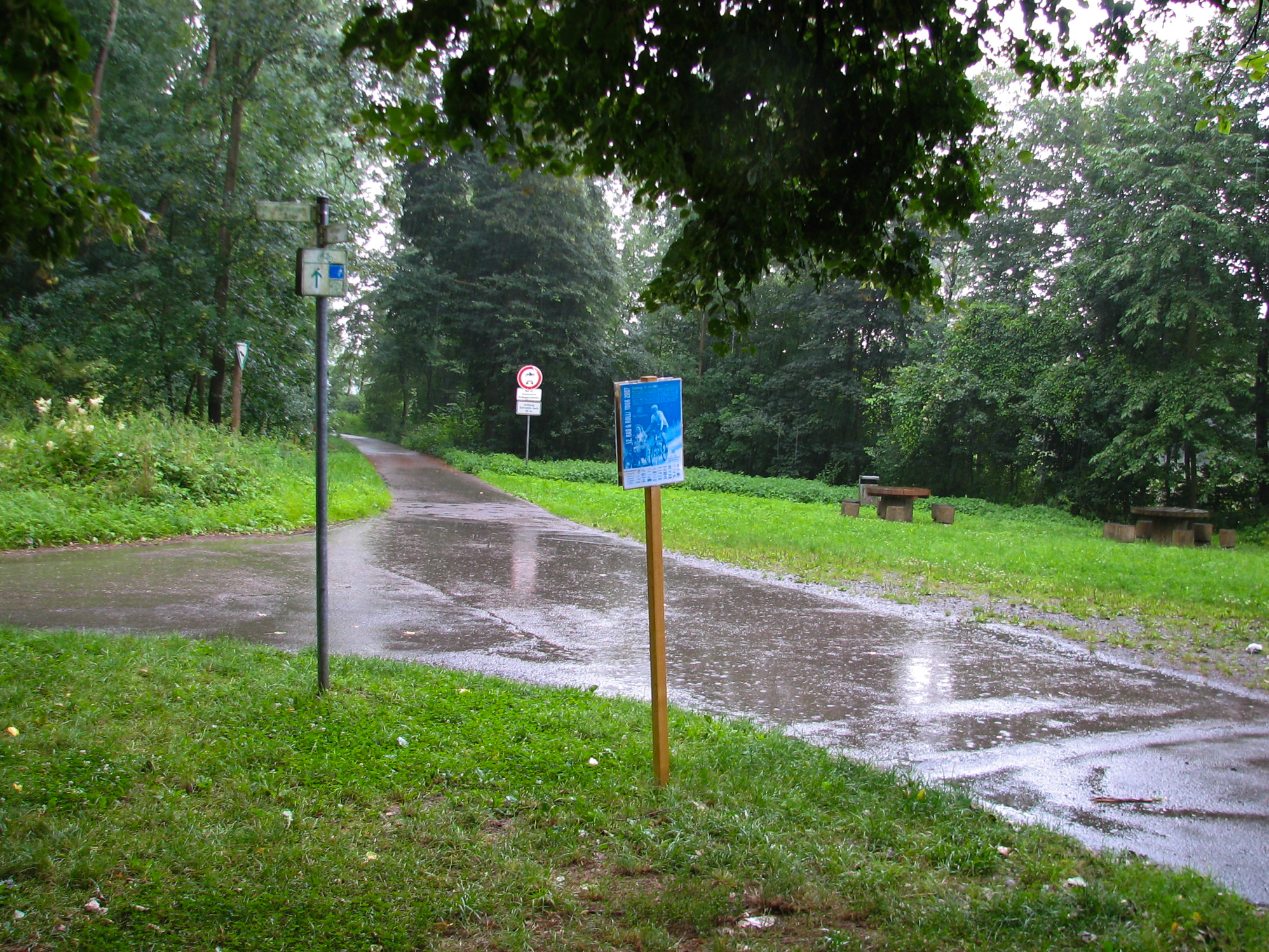
Auch bei Regen ein gut befahrbarer Weg

#### Sehenswertes
- Tübingen gehört mit der 1477 gegründeten Eberhard Karls Universität zu den klassischen deutschen Universitätsstädten. Besonders sehenswert sind:
  - Die vollständig erhaltene Altstadt mit dem Rathaus.
  - Die Neckarfront mit dem Hölderlinturm ist eines ihrer bekanntesten Wahrzeichen.
  - Die Stiftskirche Tübingen von 1470 ist die evangelische Hauptkirche der Stadt.
  - Das Schloss Hohentübingen wurde ab dem 11. Jahrhundert erbaut, im 16. Jahrhundert erweitert und stellt in seiner heutigen Form eine Mischung aus mittelalterlicher Burg, neuzeitlicher Residenz sowie württembergischer Landesfestung dar. In ihm ist das Museum der Universität Tübingen mit teilweise einzigartigen Kultur- und altertumswissenschaftlichen Schätzen, wie beispielsweise den ältesten erhaltenen Kunstwerken der Menschheit, den Elfenbeinfiguren vom Vogelherd und Hohle Fels.
  - Das Nonnenhaus Tübingen zählt mit 30 Metern Länge zu den größten Fachwerkhäusern der Tübinger Altstadt. Vermutlich bewohnten 1488 zunächst Dominikanerinnen, dann Beginen, die „Nonnen“, das Fachwerkhaus.

- Die Kreisstadt Nürtingen liegt an der Württemberger Weinstraße und der Römerstraße Neckar–Alb–Aare. Sie bietet eine Altstadt zu Füßen der gotischen Stadtkirche St. Laurentius, des Wahrzeichens der Stadt. Daneben gibt es unter anderem:
  - Den Salemer Hof, ein von Zisterzienser-Mönchen als Pfleghof erbautes markantes Fachwerkgebäude.
  - Die Lateinschule ist ein spätbarockes Gebäude in der Marktstraße. Hier lernten die bekannten Schüler Hölderlin und Schelling.
  - Der Blockturm ist ein Rest der mittelalterlichen Stadtbefestigung. Den Namen erhielt er von dem „Block“, in den im Mittelalter verdächtige Personen gespannt wurden.
  - Das Rathaus vereinigt mittelalterliche und moderne Architektur.

- Die Stadt Plochingen liegt am Zusammenfluss von Neckar und Fils und geht auf eine alemannische Gründung aus dem 3. oder 4. Jahrhundert zurück:
  - Der Marktplatz mit Rathaus, Marktbrunnen und seinen Fachwerkhäusern bildet die historische Mitte der Stadt.
  - Das älteste Gebäude der Stadt ist die frühgotische Ottilienkapelle, die auf das Jahre 1328 zurückgeht.
  - Das von Tomi Ungerer entworfene Kunstklo „Les Toilettes“ (2007) neben der Ottilienkapelle.
  - Das Hundertwasserhaus „Wohnen unterm Regenturm“ (1991–1994)

- In der Altstadt von Esslingen am Neckar stehen neben Limburg an der Lahn und Göttingen die ältesten Fachwerkhäuser Deutschlands. Die von Weinbergen umgebene ehemals Freie Reichsstadt weist eine lange Tradition als Handelsstadt auf. Im Königreich Württemberg war sie die erste und größte Industriestadt. Die historische Altstadt bietet unter anderem:
  - Das Alte Rathaus wurde um 1420 als städtisches Kauf- und Steuerhaus errichtet und gilt mit seinem prächtigen Fachwerk-Südgiebel als Hauptwerk des alemannischen Fachwerkbaus.
  - Das Schwörhaus wurde gegen Ende des 13. Jahrhunderts erbaut. Vom Balkon aus leisteten der Bürgermeister und Bürger der Reichsstadt von 1376 bis 1802 am Sonntag nach dem Jakobustag dem sogenannten Schwörtag den Eid auf die Verfassung der Stadt.
  - Die Spitalkelter ist das mächtigste Bürgerhaus am Marktplatz. Es wurde 1582 als Kelter des Esslinger St. Katharinen-Spital erbaut.
  - Esslingen bekam um 1220 eine Befestigungsanlage. Als die Gegensätze zu Württemberg immer größer wurden, hat man das Tal durch neuere Mauern komplett abgeriegelt. Um 1330 wurde die Obertorvorstadt in die Befestigung mit einbezogen. Mit 28 Toren und etwa 50 Türmen galt Esslingen als uneinnehmbar. Der über der Stadt liegende Teil der Befestigung wird Burg genannt. Dort wurde die Hochwacht im 16. Jahrhundert nach dem Aufkommen neuerer Feuerwaffen mit mehr als fünf Meter dicken Mauern ausgerüstet und mit Geschützen bestückt.
  - Im Zentrum der Altstadt stehen die Doppeltürme der Stadtkirche St. Dionys. In unmittelbarer Nähe liegt ehemalige Kloster der Dominikaner, dessen Münster St. Paul ist die älteste vollständig erhaltene Dominikanerkirche in Deutschland. Etwas abseits des Markts ragt die schlanke Turmpyramide der spät-gotischen Frauenkirche hervor.
  - Das Stadtmuseum im Gelben Haus zeigt die Stadtgeschichte vom frühen Mittelalter bis in die Gegenwart.

- Das bis 1905 selbständige Bad Cannstatt verdankt das „Bad“ im Ortsnamen seien zahlreichen Mineralquellen. Das früher berühmtes Kurbad verlor mit dem Einzug der Industrialisierung seine diesbezügliche Bedeutung, bietet aber auch heute noch eine ganze Reihe sehenswerter Plätze. Unter anderem:
  - Das Mercedes-Benz Museum, das meistbesuchte Museum der Stadt Stuttgart.
  - Das Klösterle Beginenhaus hat eine integrierte gotische Kapelle.
  - In der Altstadt von Bad Cannstatt sind zahlreiche historische Bauwerke erhalten, unter anderem das 1585 erbaute Alte Dekanat am Marktplatz, das Alte Spital von 1545 in der Brunnenstraße und der Gasthof „Crone“ von 1489 in der Marktstraße.
  - Der Große Kursaal im Kurpark wurde nach Plänen von Nikolaus Friedrich von Thouret (1767–1845) im Stil des Klassizismus erbaut.
  - Der zoologisch-botanische Garten der Stadt Stuttgart, die Wilhelma. Sie existiert in heutiger Form seit dem Jahr 1953. In der historischen Schlossanlage werden rund 8000 Tiere in 1050 Arten und etwa 5000 Pflanzenarten gezeigt.

| \| \| 0.0 \| Bad Cannstatt \| Bad Cannstatt \| \| \| 5.0 \| Münster \| Münster \| \| \| 6.5 \| Freiberg \| Freiberg \| \| \| 9.0 \| Hofen \| Hofen \| \| \| 14.0 \| Aldingen \| Aldingen \| \| \| 17.0 \| Neckargröningen, Anschluss Alb-Neckar-Radweg \| Neckargröningen, Anschluss Alb-Neckar-Radweg \| \| \| 21.5 \| Poppenweiler \| Poppenweiler \| \| \| 25.0 \| Ludwigsburg, Enztal \| Ludwigsburg, Enztal \| \| \| 26.5 \| Hoheneck \| Hoheneck \| \| \| 33.0 \| Marbach, Murrtal \| Marbach, Murrtal \| \| \| 35.0 \| Benningen am Neckar \| Benningen am Neckar \| \| \| 40.0 \| Beihingen am Neckar \| Beihingen am Neckar \| \| \| 43.5 \| Großingersheim \| Großingersheim \| \| \| \| Pleidelsheim \| \| \| \| \| Mundelsheim \| \| \| \| \| Hessigheim \| \| \| \| 56.5 \| Besigheim, Enztal, Anschluss Enztal-Radweg \| Besigheim, Enztal, Anschluss Enztal-Radweg \| \| \| 61.5 \| Gemmrigheim/Walheim \| Gemmrigheim/Walheim \| \| \| 65.0 \| Kirchheim am Neckar \| Kirchheim am Neckar \| \| \| 72.5 \| Lauffen am Neckar \| Lauffen am Neckar \| \| \| \| Nordheim \| \| \| \| \| Horkheim \| \| \| \| \| Sontheim \| \| \| \| 82.5 \| Heilbronn, Anschluss Alb-Neckar-Radweg \| Heilbronn, Anschluss Alb-Neckar-Radweg \| \| \| 86.5 \| Neckargartach \| Neckargartach \| \| \| 91.0 \| Neckarsulm \| Neckarsulm \| \| \| 95.5 \| Kochendorf \| Kochendorf \| \| \| 99.0 \| Bad Friedrichshall \| Bad Friedrichshall \| \| \| 101.5 \| Jagst-Kochertal \| Jagst-Kochertal \| \| \| 102.0 \| Bad Wimpfen \| Bad Wimpfen \| |       |                                              |                                              |
| Bahnhof | 0.0   | Bad Cannstatt                                | Bad Cannstatt                                |
| Haltepunkt / Haltestelle | 5.0   | Münster                                      | Münster                                      |
| Haltepunkt / Haltestelle | 6.5   | Freiberg                                     | Freiberg                                     |
| Haltepunkt / Haltestelle | 9.0   | Hofen                                        | Hofen                                        |
| Haltepunkt / Haltestelle | 14.0  | Aldingen                                     | Aldingen                                     |
| Kreuzung | 17.0  | Neckargröningen, Anschluss Alb-Neckar-Radweg | Neckargröningen, Anschluss Alb-Neckar-Radweg |
| Haltepunkt / Haltestelle | 21.5  | Poppenweiler                                 | Poppenweiler                                 |
| Kreuzung | 25.0  | Ludwigsburg, Enztal                          | Ludwigsburg, Enztal                          |
| Haltepunkt / Haltestelle | 26.5  | Hoheneck                                     | Hoheneck                                     |
| Kreuzung | 33.0  | Marbach, Murrtal                             | Marbach, Murrtal                             |
| Haltepunkt / Haltestelle | 35.0  | Benningen am Neckar                          | Benningen am Neckar                          |
| Haltepunkt / Haltestelle | 40.0  | Beihingen am Neckar                          | Beihingen am Neckar                          |
| Haltepunkt / Haltestelle | 43.5  | Großingersheim                               | Großingersheim                               |
| Haltepunkt / Haltestelle |       | Pleidelsheim                                 | Pleidelsheim                                 |
| Haltepunkt / Haltestelle |       | Mundelsheim                                  | Mundelsheim                                  |
| Haltepunkt / Haltestelle |       | Hessigheim                                   | Hessigheim                                   |
| Kreuzung | 56.5  | Besigheim, Enztal, Anschluss Enztal-Radweg   | Besigheim, Enztal, Anschluss Enztal-Radweg   |
| Haltepunkt / Haltestelle | 61.5  | Gemmrigheim/Walheim                          | Gemmrigheim/Walheim                          |
| Haltepunkt / Haltestelle | 65.0  | Kirchheim am Neckar                          | Kirchheim am Neckar                          |
| Haltepunkt / Haltestelle | 72.5  | Lauffen am Neckar                            | Lauffen am Neckar                            |
| Haltepunkt / Haltestelle |       | Nordheim                                     | Nordheim                                     |
| Haltepunkt / Haltestelle |       | Horkheim                                     | Horkheim                                     |
| Haltepunkt / Haltestelle |       | Sontheim                                     | Sontheim                                     |
| Kreuzung | 82.5  | Heilbronn, Anschluss Alb-Neckar-Radweg       | Heilbronn, Anschluss Alb-Neckar-Radweg       |
| Haltepunkt / Haltestelle | 86.5  | Neckargartach                                | Neckargartach                                |
| Haltepunkt / Haltestelle | 91.0  | Neckarsulm                                   | Neckarsulm                                   |
| Haltepunkt / Haltestelle | 95.5  | Kochendorf                                   | Kochendorf                                   |
| Haltepunkt / Haltestelle | 99.0  | Bad Friedrichshall                           | Bad Friedrichshall                           |
| Kreuzung | 101.5 | Jagst-Kochertal                              | Jagst-Kochertal                              |
| Bahnhof | 102.0 | Bad Wimpfen                                  | Bad Wimpfen                                  |

### Von Stuttgart-Bad Cannstatt nach Bad Wimpfen
- Streckenlänge: 102,0 km
- Höhenmeter: 160 m

Der dritte Abschnitt beginnt direkt im Stadtgebiet von Stuttgart. Erst ab Remseck-Neckargröningen (Kilometer 17) führt der Radweg durch dünner besiedeltes Gebiet. Ludwigsburg (Kilometer 25) zeigt barocke Schlösser, Marbach (Kilometer 33) eine mittelalterliche Innenstadt. Von Marbach aus kann man den Weg nach Heilbronn über das Bottwartal direkt einschlagen.
In Besigheim (Kilometer 56,5), wo das Enztal in den Schwarzwald abzweigt, findet man wieder eine historische Innenstadt. Bei Kilometer 82,5 wird dann schließlich Heilbronn erreicht und kann auf beiden Neckarseiten durchquert werden. Nach der Durchfahrt von Neckargartach (Kilometer 86,5) kommt man in Neckarsulm (Kilometer 91,5) an, wo man das Zweiradmuseum besichtigen kann.
Die Trasse führt rund 10 km durch das Neckartal, in die Stauferstadt Bad Wimpfen führt ein Schlussanstieg.

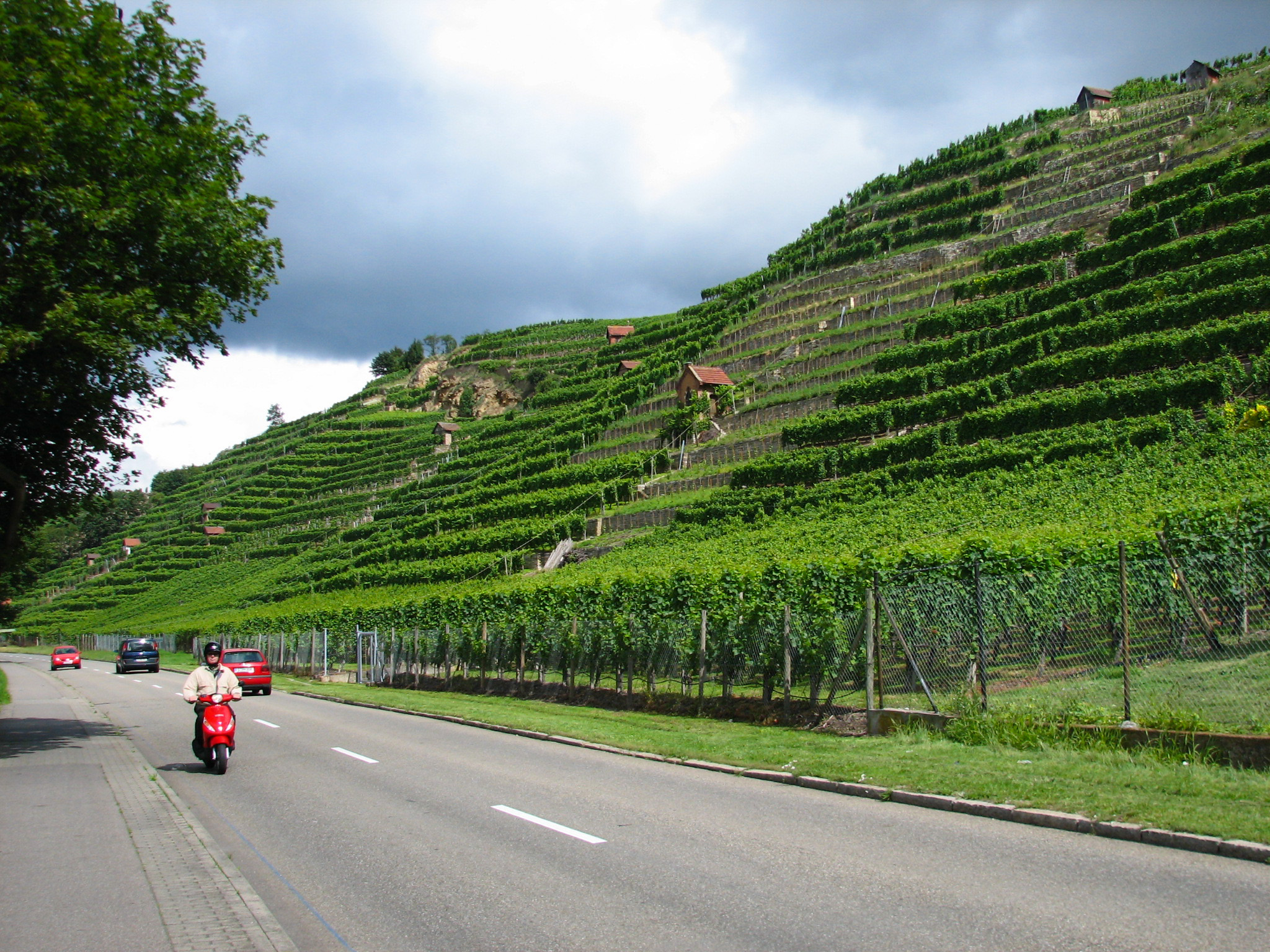
Bei Poppenweiler geht es an Weinbergen vorbei.
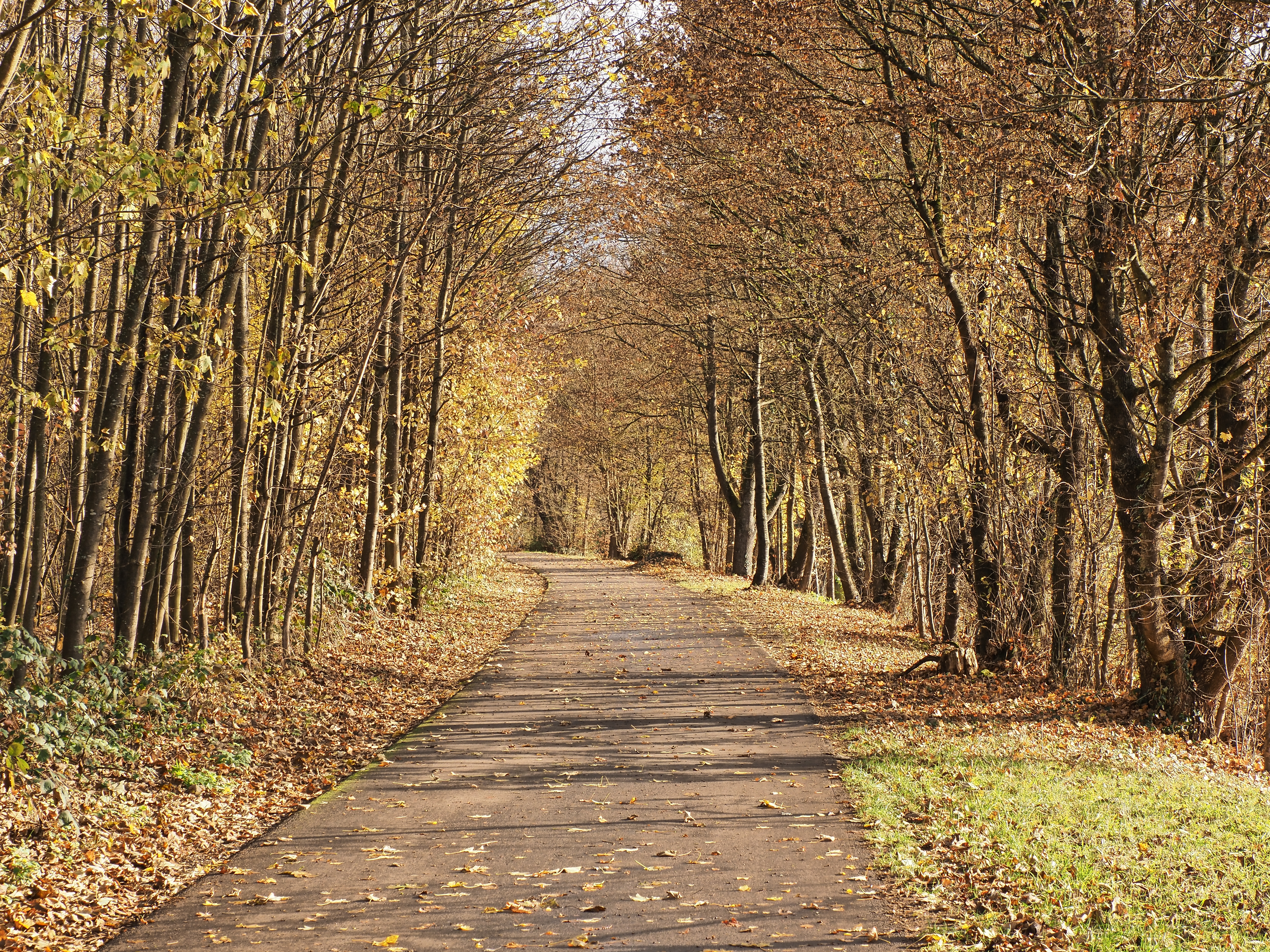
Neckartal-Radweg bei Benningen
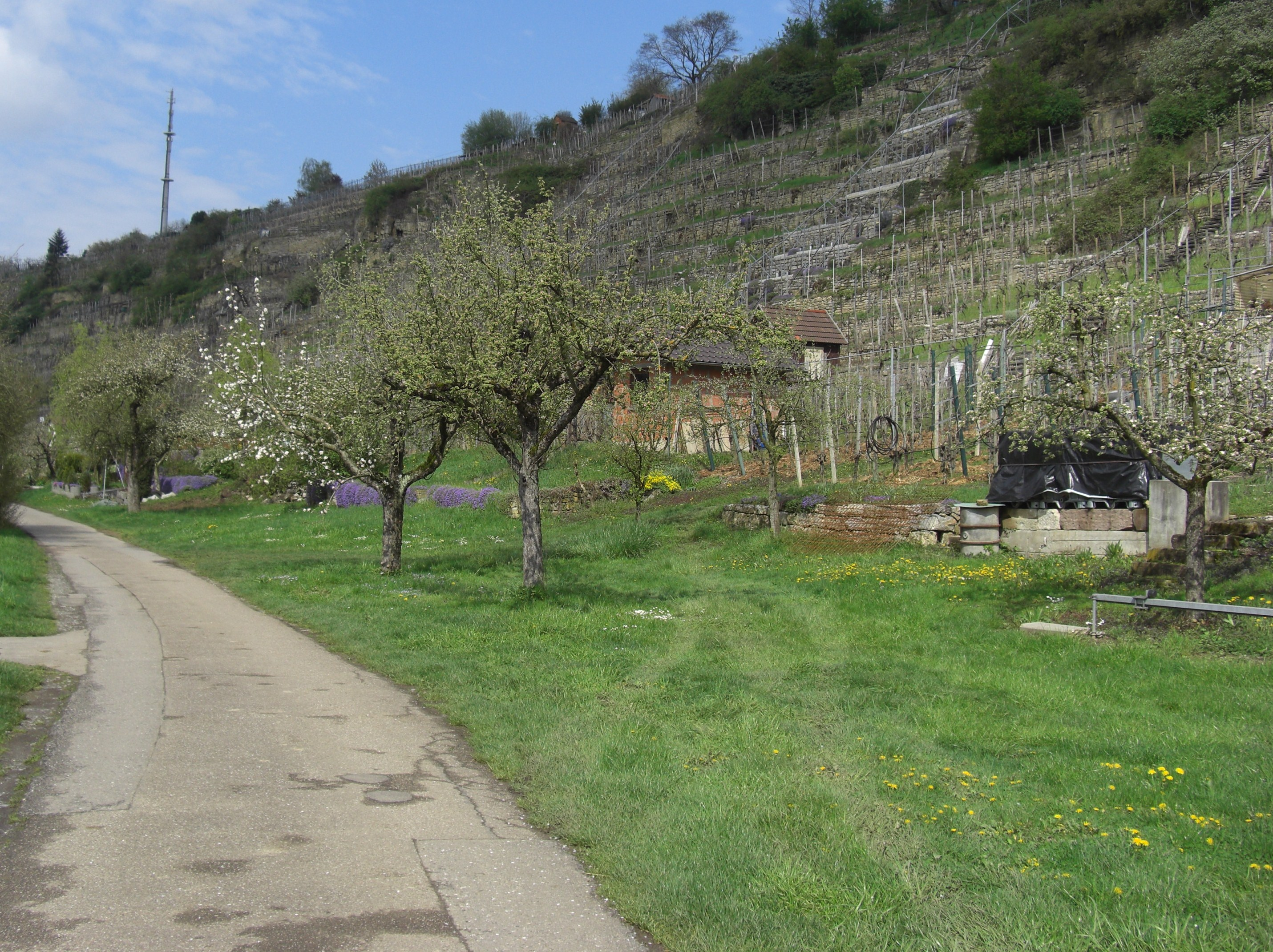
Neckartal-Radweg bei Marbach
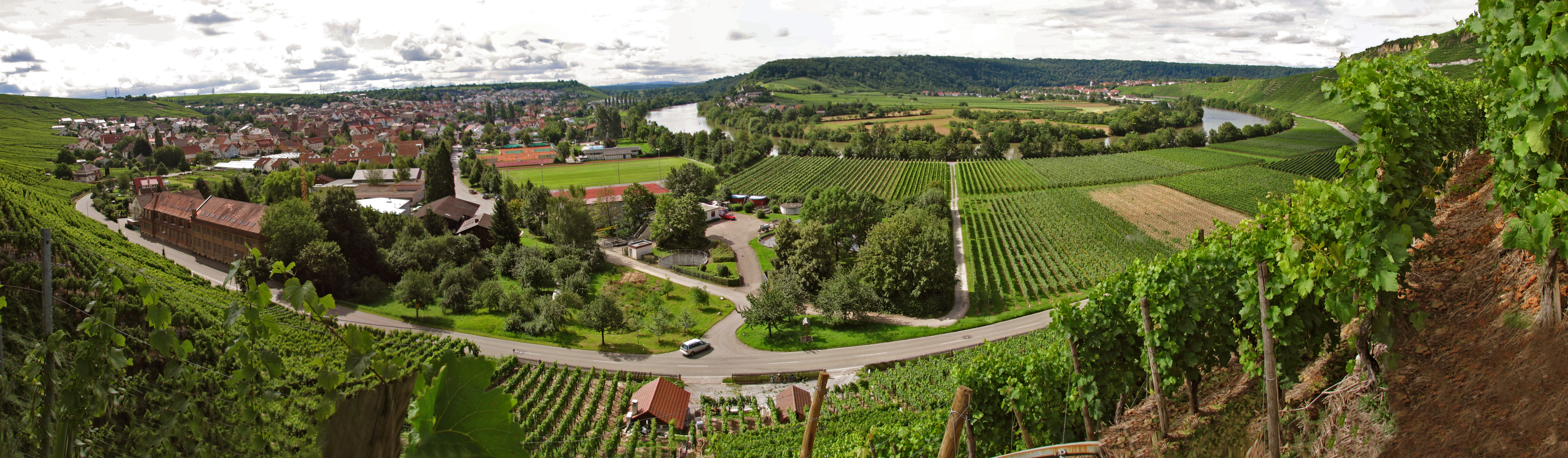
Neckarschleife bei Mundelsheim
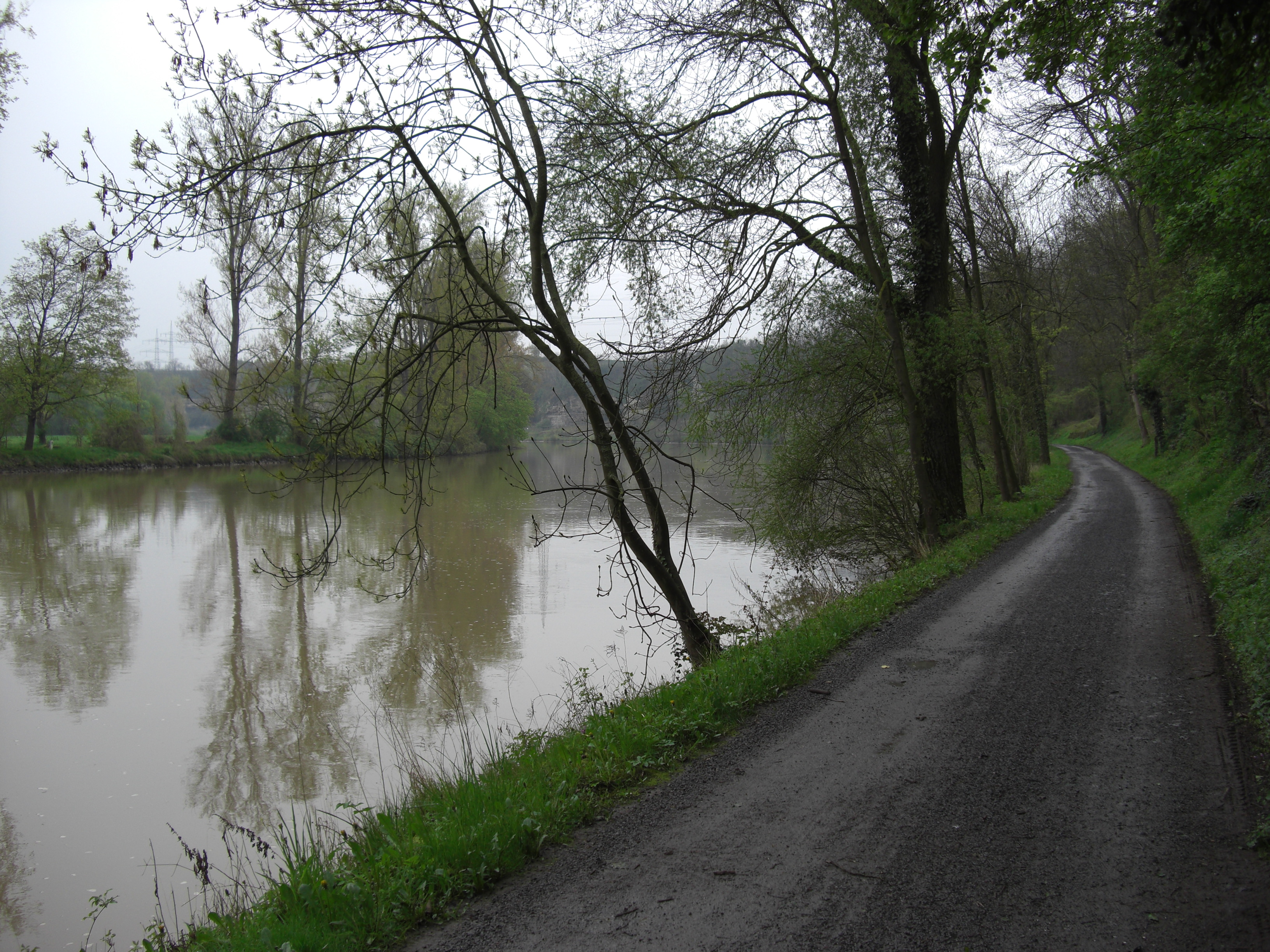
Neckartal-Radweg bei Lauffen a. N.
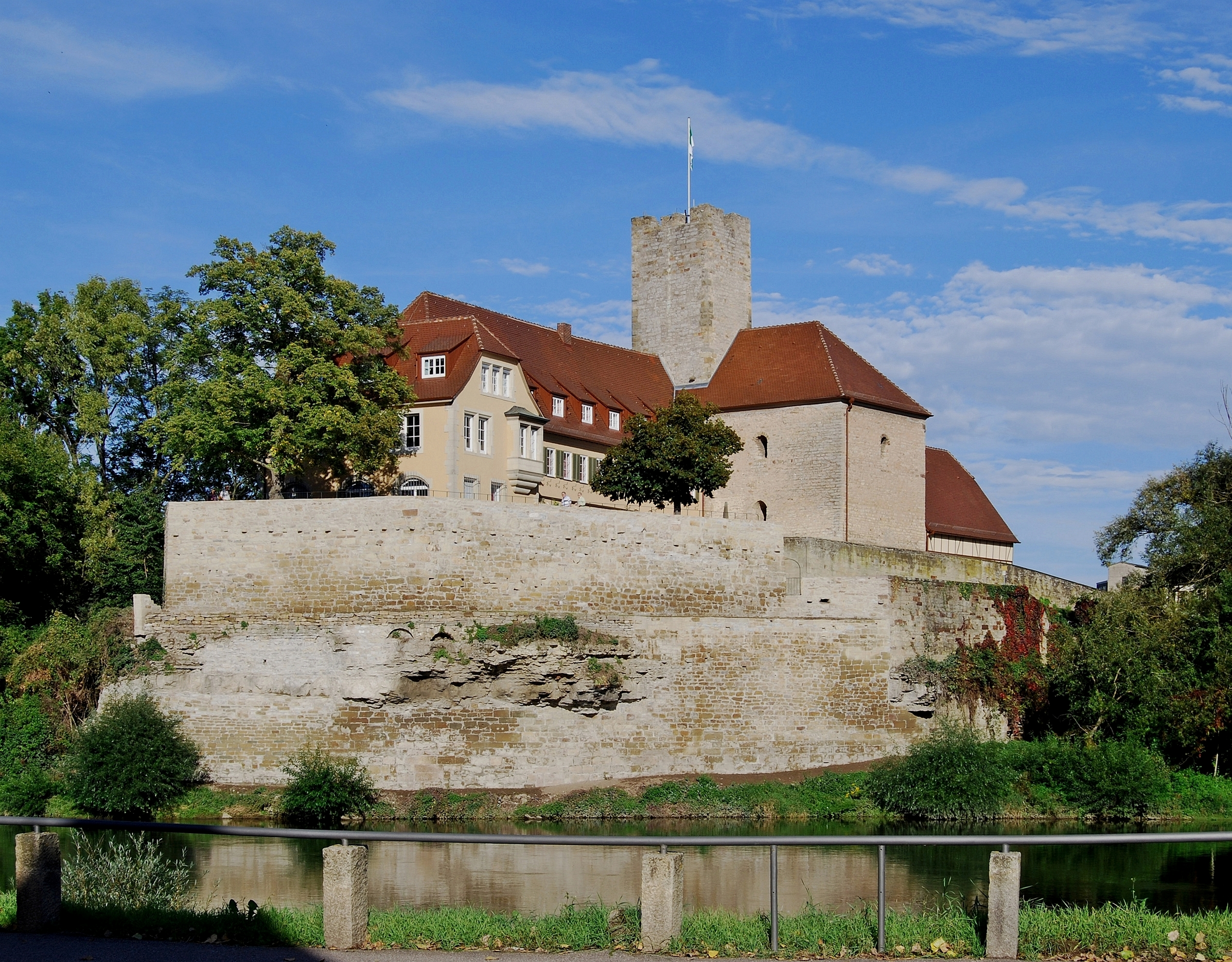
Ehem. Burg und heutiges Rathaus von Lauffen
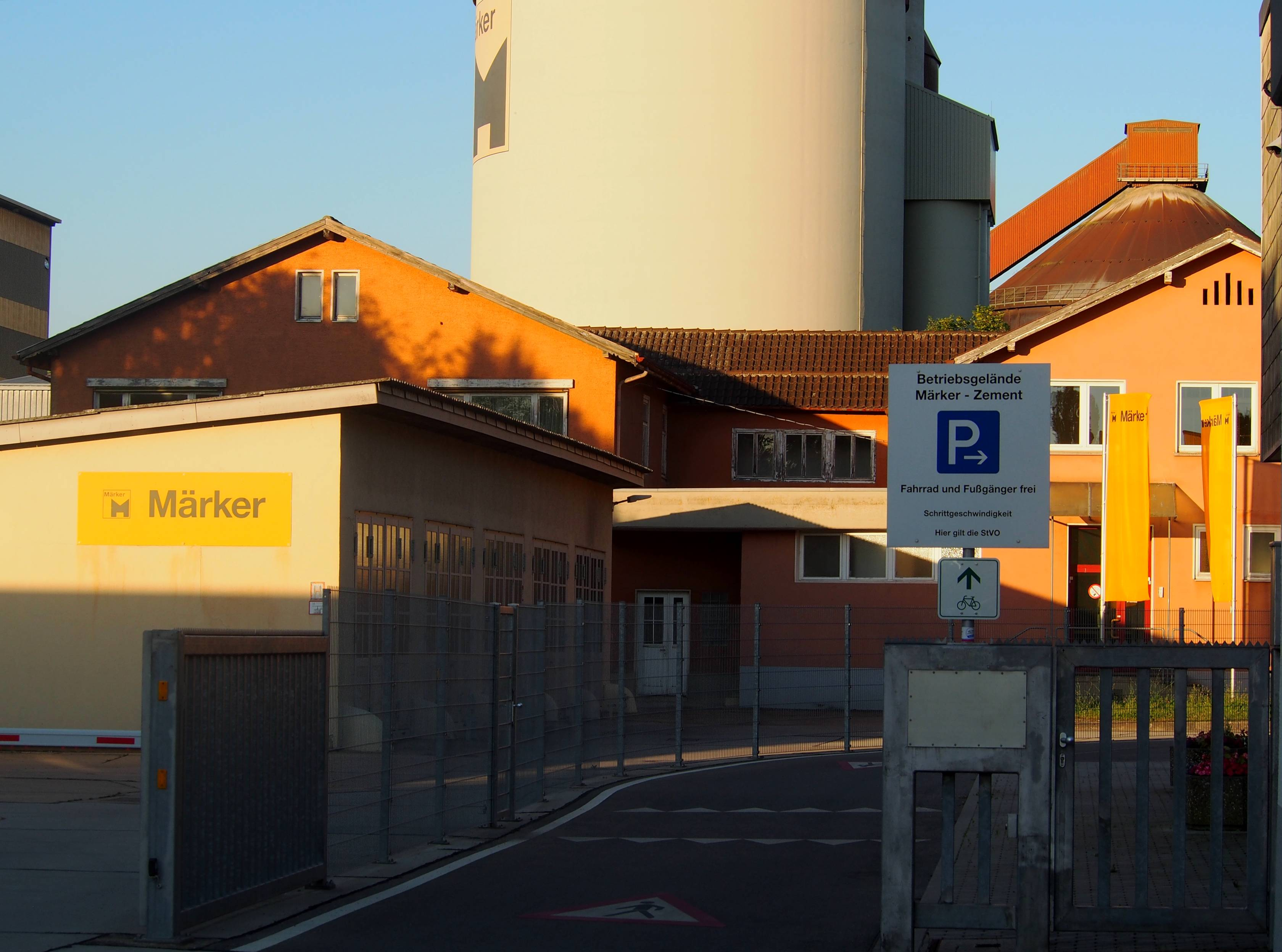
Nach Lauffen führt der Weg durch das Zementwerk.
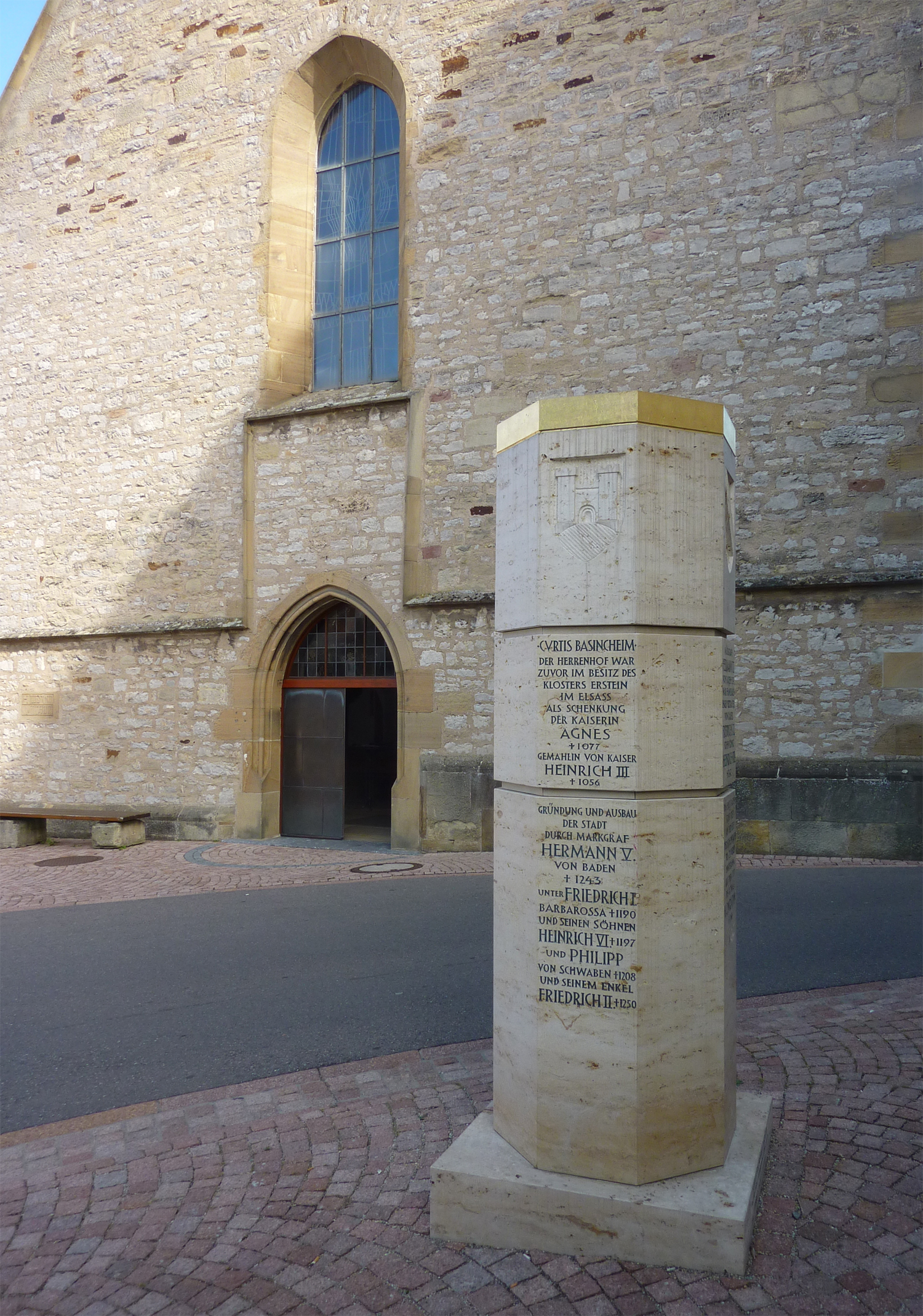
Stauferstele in Besigheim
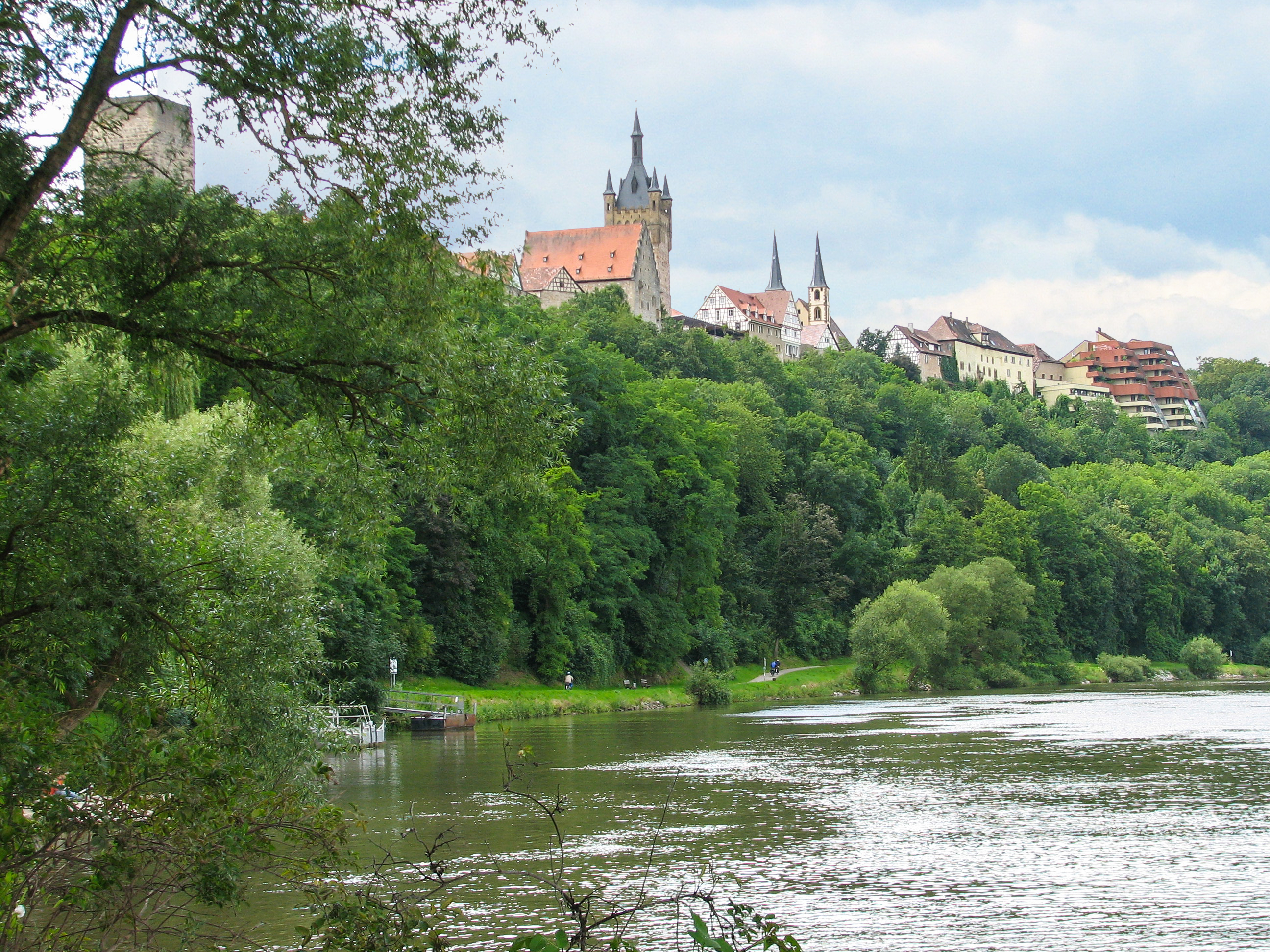
Blick vom Radweg über den Neckar auf Bad Wimpfen

#### Sehenswertes
- Die Barockstadt Ludwigsburg wird vor allem durch das prachtvolle Residenzschloss geprägt. Ludwigsburg entstand zu Anfang des 18. Jahrhunderts durch den Bau des größten unzerstörten Barockschlosses Deutschlands unter Herzog Eberhard Ludwig von Württemberg. Die Stadt hat noch zwei weitere Schösser zu bieten. Das Jagd- und Lustschloss Favorite (erbaut 1713–1728) und das Seeschloss Monrepos (erbaut 1764–1768). Darüber hinaus gibt es in Ludwigsburg:
  - Weitere historische Gebäude in der Innenstadt sind das Palais Graevenitz, die zweitürmige evangelische Stadtkirche (erbaut 1718–26) und die schlichte katholische Dreieinigkeitskirche (erbaut 1721–1727) am Marktplatz mit dem Marktbrunnen. Nördlich des Marktplatzes der Holzmarkt mit einem Obelisk.
  - Die Ludwigsburger Torhäuser waren Teil der Stadtbefestigung; sechs von ihnen sind erhalten und stehen unter Denkmalschutz.
  - Während der Sommermonate ist das Blühende Barock eine vielbesuchte Parklandschaft um das Residenzschloss. Ein Teil der Anlagen ist dem überregional bekannten Märchengarten vorbehalten.

- Marbach am Neckar ist bekannt als Geburtsstadt Friedrich Schillers; die Stadt ist Sitz des Schiller-Nationalmuseums und des Deutschen Literaturarchivs. Marbach besitzt eine außergewöhnlich gut erhaltene Altstadt, deren Erscheinungsbild hauptsächlich auf den Wiederaufbau nach der Zerstörung von 1693 zurückgeht. Nach Westen und Norden fällt die Altstadt steil zum Neckar ab, auf der Höhe im Südosten war sie im Mittelalter durch die nicht mehr vorhandene Stadtburg gesichert. Besonders bemerkenswert sind unter anderem:
  - Der 40 Meter hohe Obere Torturm am östlichen Ende der Marktstraße. Beim Torturm zu finden ist die Wendelinskapelle aus dem 15. Jahrhundert.
  - Die Niklastorstraße führt vom Markt, an der von 1698 bis 1700 wiederaufgebauten Stadtkirche vorbei, den Hang hinab zum Cottaplatz. Unterwegs passiert man zahlreiche Fachwerkhäuser aus der Zeit nach 1693. An einem dreieckigen Platz stehen u. a. das Spezialathaus, das Diakonat, der Wilder-Mann-Brunnen sowie Schillers Geburtshaus.

- Die Hessigheimer Felsengärten oberhalb einer Neckarschleife, im Volksmund auch Schwäbische Dolomiten, sind ein Naturschutzgebiet des Naturraums Neckarbecken, aufgrund seiner Felsen ein beliebtes Klettergebiet und zählen zu den bedeutendsten Geotopen Deutschlands.

- Besigheim liegt am Zusammenfluss von Neckar und Enz. Die Altstadt liegt malerisch auf einem lang gestreckten, steilen Hügel, auf drei Seiten umgeben von den beiden Flüssen. Besigheim bietet eines der am besten erhaltenen mittelalterlichen Stadtbilder in Süddeutschland.
  - Von der 1693 zerstörten und 1750 abgerissenen unteren Burg ist der mächtige Waldhornturm erhalten.
  - Den Gegenpol zu dieser Anlage bildet die obere Burg. Ihr Hauptturm, der 1220 errichtete, nach einem Turmwächter namens Schoch benannte Schochenturm, ist mit 36 m etwas höher als der Waldhornturm.
  - Die gotische Evangelische Stadtkirche befindet sich direkt neben dem Schochenturm.
  - Vor dem Steinhaus steht seit 2011 eine Stauferstele, die daran erinnert, dass der spätere Staufer-Kaiser Friedrich I. Barbarossa im Jahre 1153 dem Markgrafen Hermann III. von Baden den Herrenhof Besigheim schenkte.[5]
  - Im Zentrum befindet sich der Marktplatz mit dem Rathaus von 1459. In den alemannischen Fachwerkbau des Rathauses sind römische Reliefplatten mit Szenen aus dem Mithras-Kult eingemauert. Aus der Renaissancezeit stammen Wandmalereien im Inneren, aus der Barockzeit die Stuckdecken, und aus dem 19. Jahrhundert die Rathausuhr und der Vorbau. Der alemannische Marktbrunnen mit dem Schildhalter, der das badische Wappen zeigt, erinnert an die badische Zeit.

- In Lauffen am Neckar, der Geburtsstadt des Dichters Friedrich Hölderlin, sind zahlreiche Baudenkmäler erhalten. Der historische Stadtkern von Lauffen-Stadt und das alte Lauffen-Dorf stehen seit 1984 als Gesamtanlage unter Denkmalschutz.
  - Das Lauffener Rathaus ist eine ehemalige Burg der Grafen von Lauffen, die im 11. Jahrhundert erbaut, im Dreißigjährigen Krieg zerstört und nach 1648 als Sitz des Oberamtmanns neu erbaut wurde, wobei der romanische Bergfried erhalten blieb.
  - Die Regiswindiskirche wurde in ihrer jetzigen Form im 16. Jahrhundert nach einem Brand errichtet.
  - Neben der Regiswindiskirche befindet sich die Regiswindiskapelle, eine ursprünglich der Heiligen Anna geweihte Friedhofskapelle, in der sich der 1227 gefertigte Sarkophag der Ortsheiligen befindet.
  - Ebenfalls sehenswert ist der größtenteils gut erhaltene, verkehrsberuhigte Stadtteil Städtle, überwiegend mit Fachwerkgebäuden, die bis zum 15. Jahrhundert zurück datieren. Hervorzuheben sind die ursprünglich als Schloss geplante Alte Kelter, das Erkerhaus, der Vogtshof, das Gasthaus Sonne sowie die Stadtmauer mit Altem Heilbronner Tor aus dem 13. Jahrhundert, Neuem Heilbronner Tor von 1772 und Altem Gefängnis.

- Heilbronn ist mit über 124.000 Einwohnern die sechstgrößte Stadt Baden-Württembergs. Durch ihre Lage am Neckar entwickelte sich die Reichsstadt Heilbronn ab dem späten Mittelalter zu einem bedeutenden Handelsplatz und wurde zu Beginn des 19. Jahrhunderts eines der Zentren der frühen Industrialisierung in Württemberg. Heilbronn ist wegen seiner großen Rebflächen bekannt als Stadt des Weins. Die Stadt wird auch Käthchenstadt genannt, nach dem Namen der Titelperson in Heinrich von Kleists Schauspiel Das Käthchen von Heilbronn.
  - Die Reihe der Sehenswürdigkeiten ist lang.

- Neckarsulm schließt sich nahtlos an die Großstadt Heilbronn an und ist mit und 29.500 Arbeitsplätzen die wirtschaftlich wichtigste Stadt des Landkreises Heilbronn. Dabei ist das Neckarsulmer Audi-Werk mit über 14.000 Beschäftigten der größte Arbeitgeber der Stadt und der Region.
  - Das Deutsche Zweirad- und NSU-Museum im ehemaligen Deutschordensschloss aus dem 13. Jahrhundert, dem Wahrzeichen der Stadt, ist ganzjährig geöffnet und zeigt Objekte von den Anfängen des Fahrrades bis zu Rennmaschinen.

- Die Kurstadt Bad Wimpfen, einst mittelalterliche Stauferpfalz und später Freie Reichsstadt liegt am linken Neckarufer gegenüber der Jagstmündung oberhalb des Radweges auf einem Felssporn.
  - Der historische Stadtkern von Wimpfen am Berg gehört zu den am besten erhaltenen Stadtkernen Süddeutschlands.
  - Das wichtigste Baudenkmal Bad Wimpfens ist die um 1200 erbaute staufische Kaiserpfalz.
  - Die bedeutendsten Kirchen sind die evangelische Stadtkirche, die ab dem 13. Jahrhundert im romanischen Stil erbaut und um 1520 als spätgotische Hallenkirche vollendet wurde; sowie Dominikanerkirche, die als Kirche des Dominikanerklosters im 13. Jahrhundert begonnen und im 18. Jahrhundert ihre heutige Gestalt erhielt.
  - In der gesamten Altstadt befinden sich zahlreiche historische Gebäude, darunter mehrere Fachwerkhäuser aus dem 15. und 16. Jahrhundert. Besonders hervorzuheben sind das Alte Spital, der Wormser Hof, das Stadthaus der Herren von Ehrenberg

### Von Bad Wimpfen nach Mannheim
| \| \| 0.0 \| Bad Wimpfen \| Bad Wimpfen \| \| \| 8.0 \| Gundelsheim \| Gundelsheim \| \| \| 10.5 \| Neckarmühlbach \| Neckarmühlbach \| \| \| 14.5 \| Haßmersheim \| Haßmersheim \| \| \| 17.5 \| Neckarzimmern \| Neckarzimmern \| \| \| \| Hochhausen \| \| \| \| 22.5 \| Mosbach \| Mosbach \| \| \| 25.5 \| Diedesheim \| Diedesheim \| \| \| 27.5 \| Obrigheim (Baden) \| Obrigheim (Baden) \| \| \| \| Binau \| \| \| \| 37.5 \| Guttenbach \| Guttenbach \| \| \| 39.0 \| Neckargerach \| Neckargerach \| \| \| 43.0 \| Zwingenberg (Baden) \| Zwingenberg (Baden) \| \| \| 46.0 \| Lindach \| Lindach \| \| \| 53.0 \| Eberbach \| Eberbach \| \| \| 54.0 \| Neckarwimmersbach \| Neckarwimmersbach \| \| \| 57.0 \| Pleutersbach \| Pleutersbach \| \| \| 64.5 \| Hirschhorn \| Hirschhorn \| \| \| 69.5 \| Neckarhausen \| Neckarhausen \| \| \| 75.0 \| Neckarsteinach \| Neckarsteinach \| \| \| \| Dilsberg \| \| \| \| 80.0 \| Neckargemünd \| Neckargemünd \| \| \| 86.5 \| Schlierbach \| Schlierbach \| \| \| 91.5 \| Heidelberg \| Heidelberg \| \| \| 103.5 \| Ladenburg \| Ladenburg \| \| \| 107.5 \| Ilvesheim \| Ilvesheim \| \| \| 117.5 \| Mannheim \| Mannheim \| |       |                     |                     |
| Bahnhof | 0.0   | Bad Wimpfen         | Bad Wimpfen         |
| Haltepunkt / Haltestelle | 8.0   | Gundelsheim         | Gundelsheim         |
| Haltepunkt / Haltestelle | 10.5  | Neckarmühlbach      | Neckarmühlbach      |
| Haltepunkt / Haltestelle | 14.5  | Haßmersheim         | Haßmersheim         |
| Haltepunkt / Haltestelle | 17.5  | Neckarzimmern       | Neckarzimmern       |
| Haltepunkt / Haltestelle |       | Hochhausen          | Hochhausen          |
| Haltepunkt / Haltestelle | 22.5  | Mosbach             | Mosbach             |
| Haltepunkt / Haltestelle | 25.5  | Diedesheim          | Diedesheim          |
| Haltepunkt / Haltestelle | 27.5  | Obrigheim (Baden)   | Obrigheim (Baden)   |
| Haltepunkt / Haltestelle |       | Binau               | Binau               |
| Haltepunkt / Haltestelle | 37.5  | Guttenbach          | Guttenbach          |
| Haltepunkt / Haltestelle | 39.0  | Neckargerach        | Neckargerach        |
| Haltepunkt / Haltestelle | 43.0  | Zwingenberg (Baden) | Zwingenberg (Baden) |
| Haltepunkt / Haltestelle | 46.0  | Lindach             | Lindach             |
| Haltepunkt / Haltestelle | 53.0  | Eberbach            | Eberbach            |
| Haltepunkt / Haltestelle | 54.0  | Neckarwimmersbach   | Neckarwimmersbach   |
| Haltepunkt / Haltestelle | 57.0  | Pleutersbach        | Pleutersbach        |
| Haltepunkt / Haltestelle | 64.5  | Hirschhorn          | Hirschhorn          |
| Haltepunkt / Haltestelle | 69.5  | Neckarhausen        | Neckarhausen        |
| Haltepunkt / Haltestelle | 75.0  | Neckarsteinach      | Neckarsteinach      |
| Haltepunkt / Haltestelle |       | Dilsberg            | Dilsberg            |
| Haltepunkt / Haltestelle | 80.0  | Neckargemünd        | Neckargemünd        |
| Haltepunkt / Haltestelle | 86.5  | Schlierbach         | Schlierbach         |
| Haltepunkt / Haltestelle | 91.5  | Heidelberg          | Heidelberg          |
| Haltepunkt / Haltestelle | 103.5 | Ladenburg           | Ladenburg           |
| Haltepunkt / Haltestelle | 107.5 | Ilvesheim           | Ilvesheim           |
| Kopfbahnhof Streckenende | 117.5 | Mannheim            | Mannheim            |

- Streckenlänge: 117,5 km
- Höhenmeter: 170 m

Der letzte, aber auch längste Abschnitt, in Bad Wimpfen beginnend, wird immer wieder von Burgen und Schlössern begleitet. Beinahe auf jeder Erhöhung um das Neckartal befindet sich eine Burg. Als kultureller Höhepunkt der Etappe zählt Heidelberg (Kilometer 91,5), bevor es in der Rheinebene nach Mannheim geht.

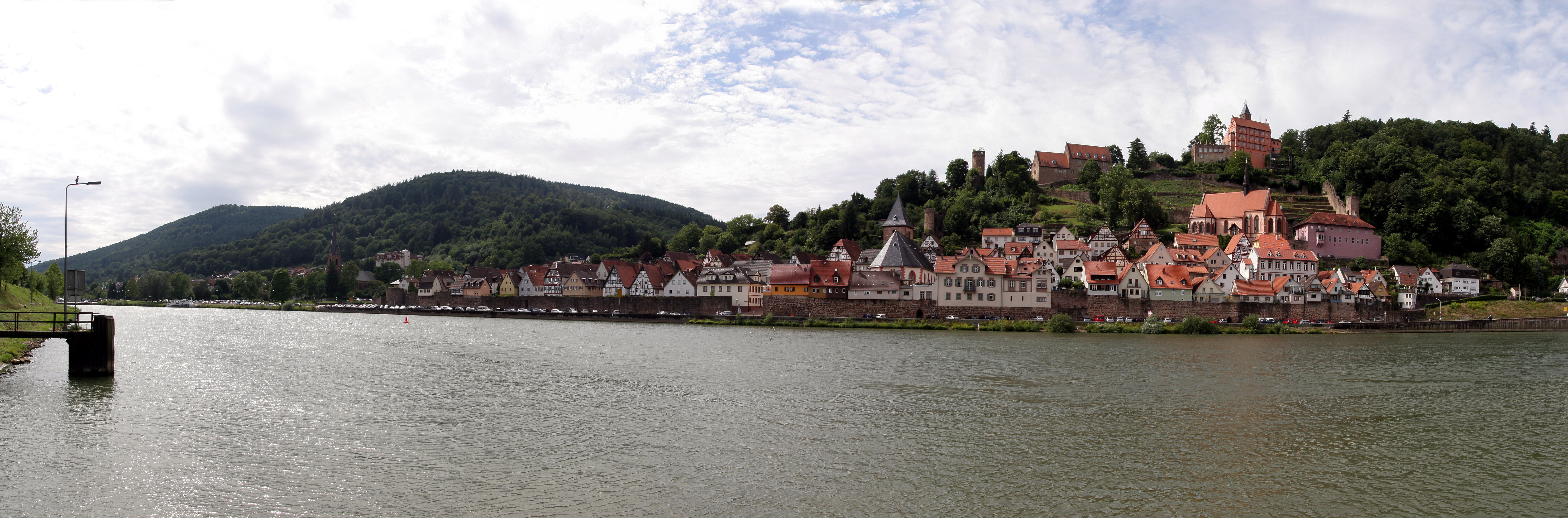
Blick auf den historischen Ortskern mit Burg Hirschhorn vom östlichen Neckarufer.

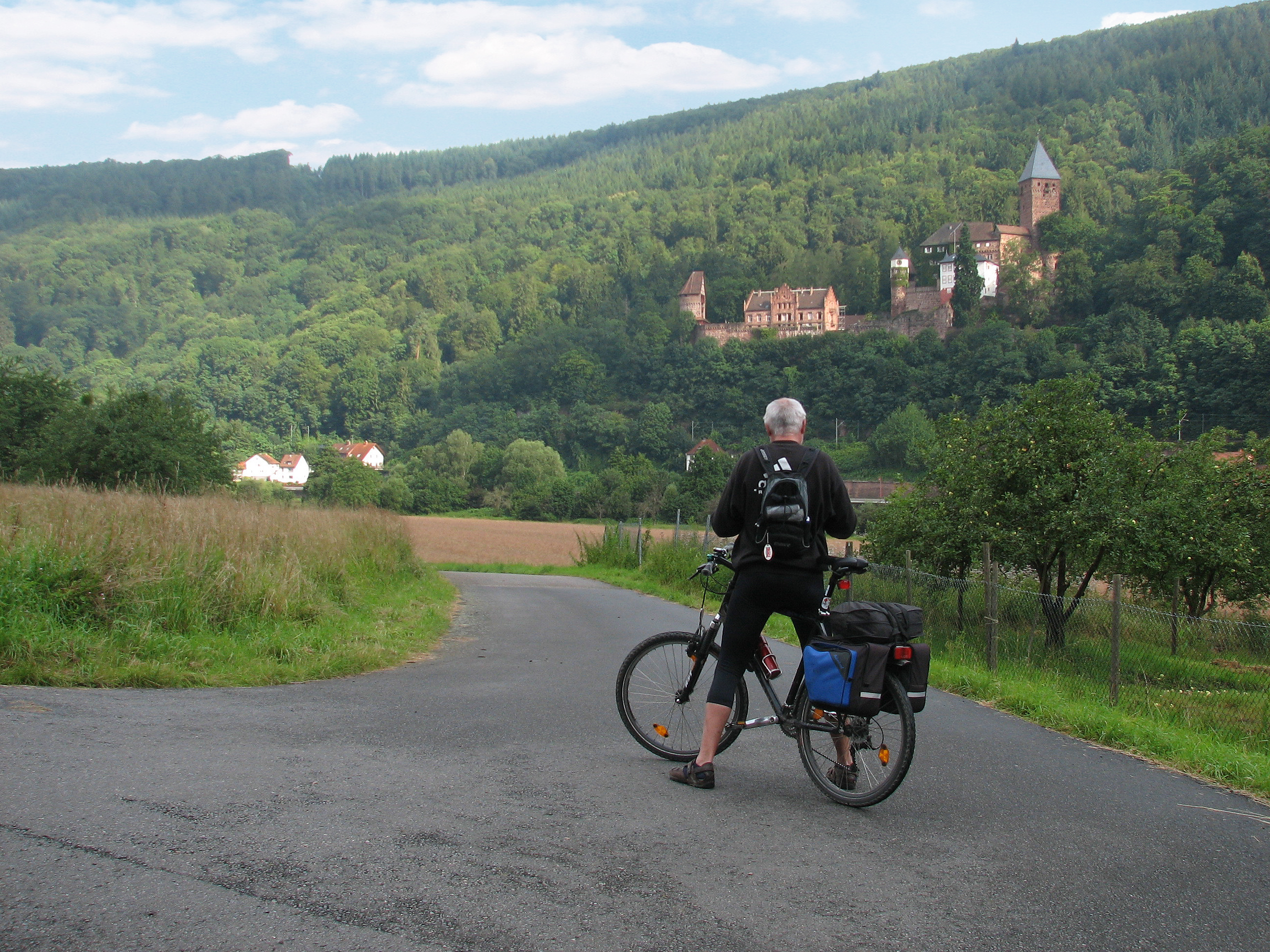
Romantischer Blick auf Schloss Zwingenberg
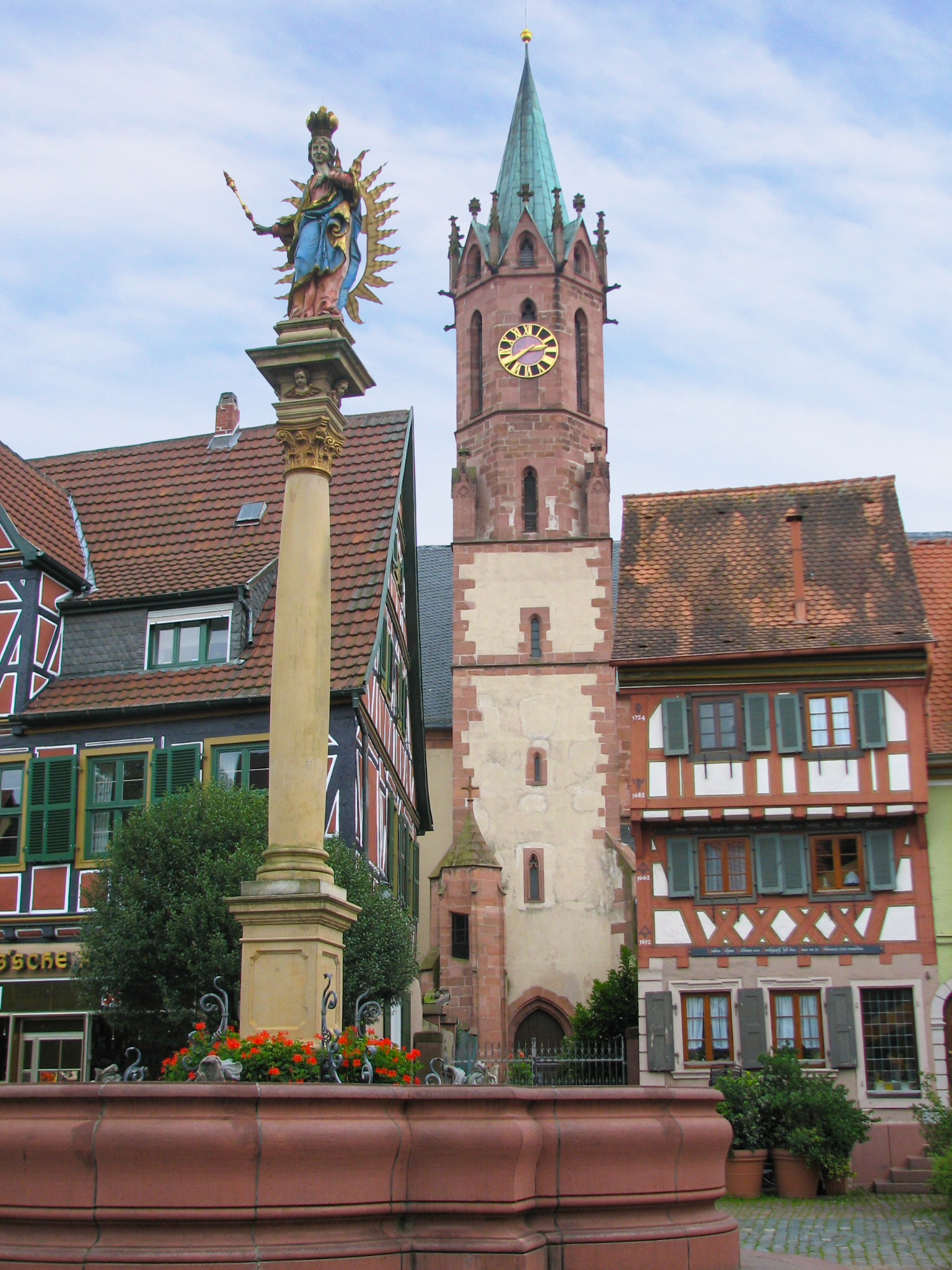
Ladenburg lässt sich mit dem Rad gut erkunden.
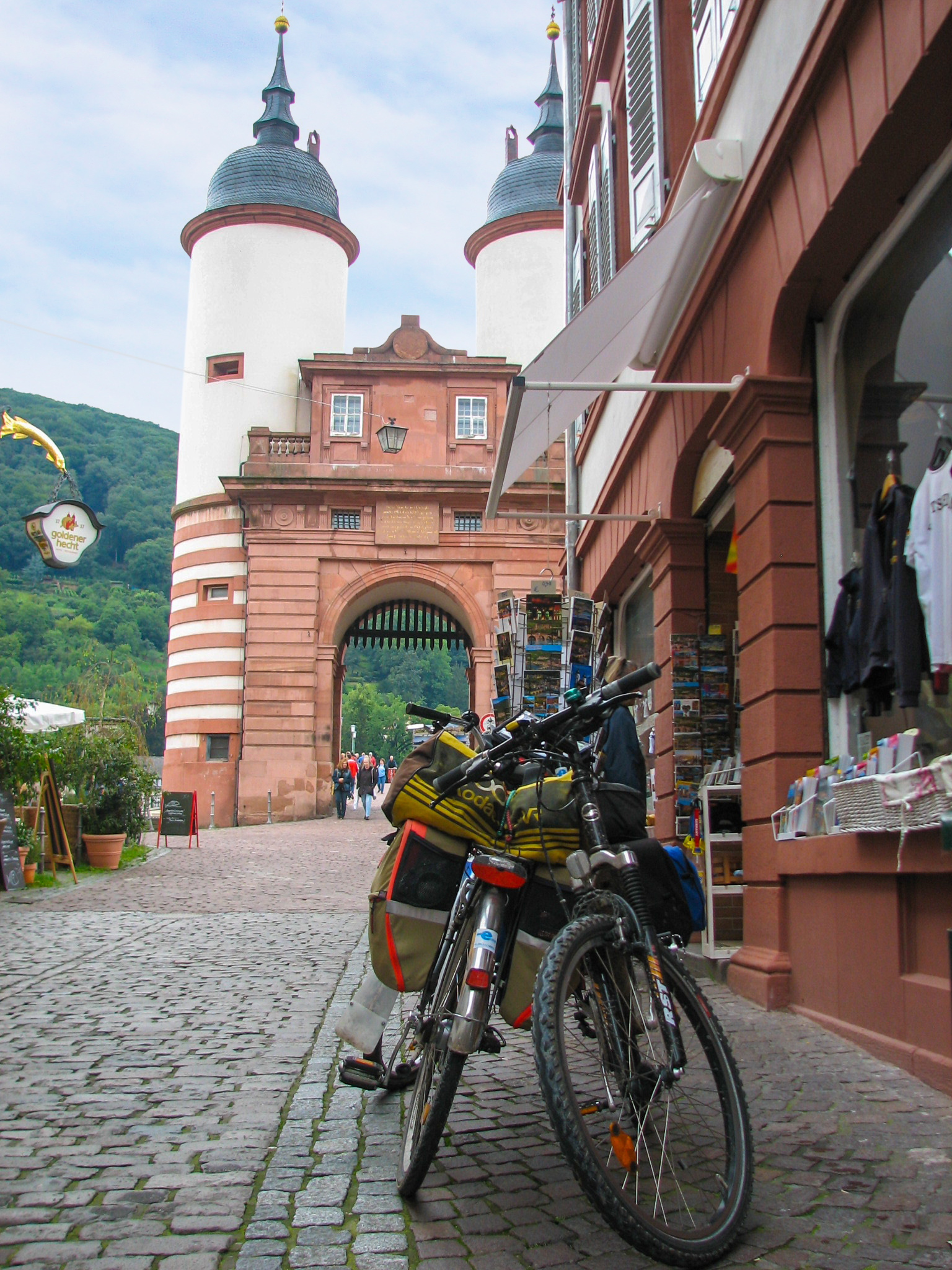
Heidelberg gehört zum Pflichtprogramm auf der Neckartal-Radtour.
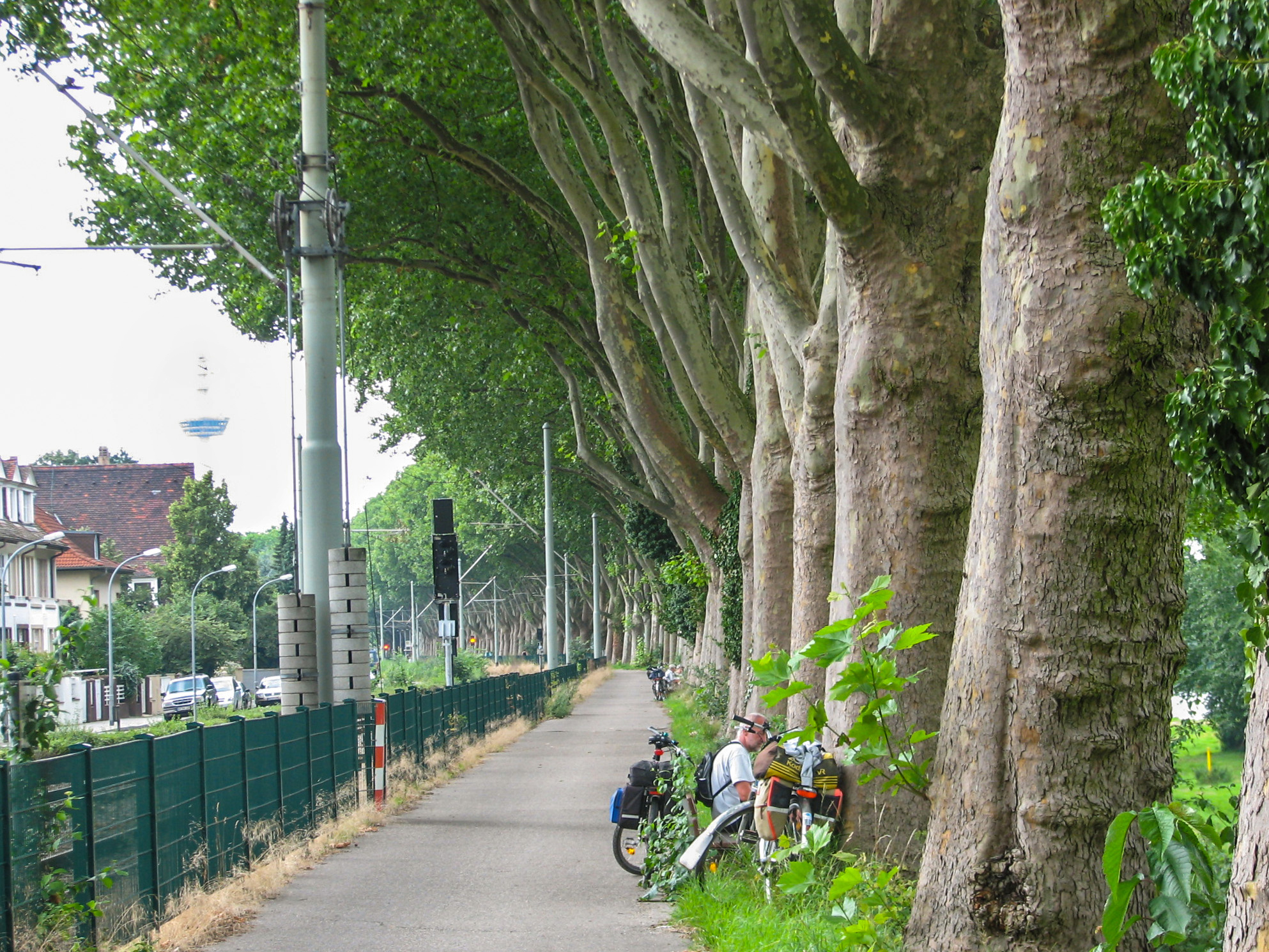
Eine lange Platanenallee am Radweg vor Mannheim
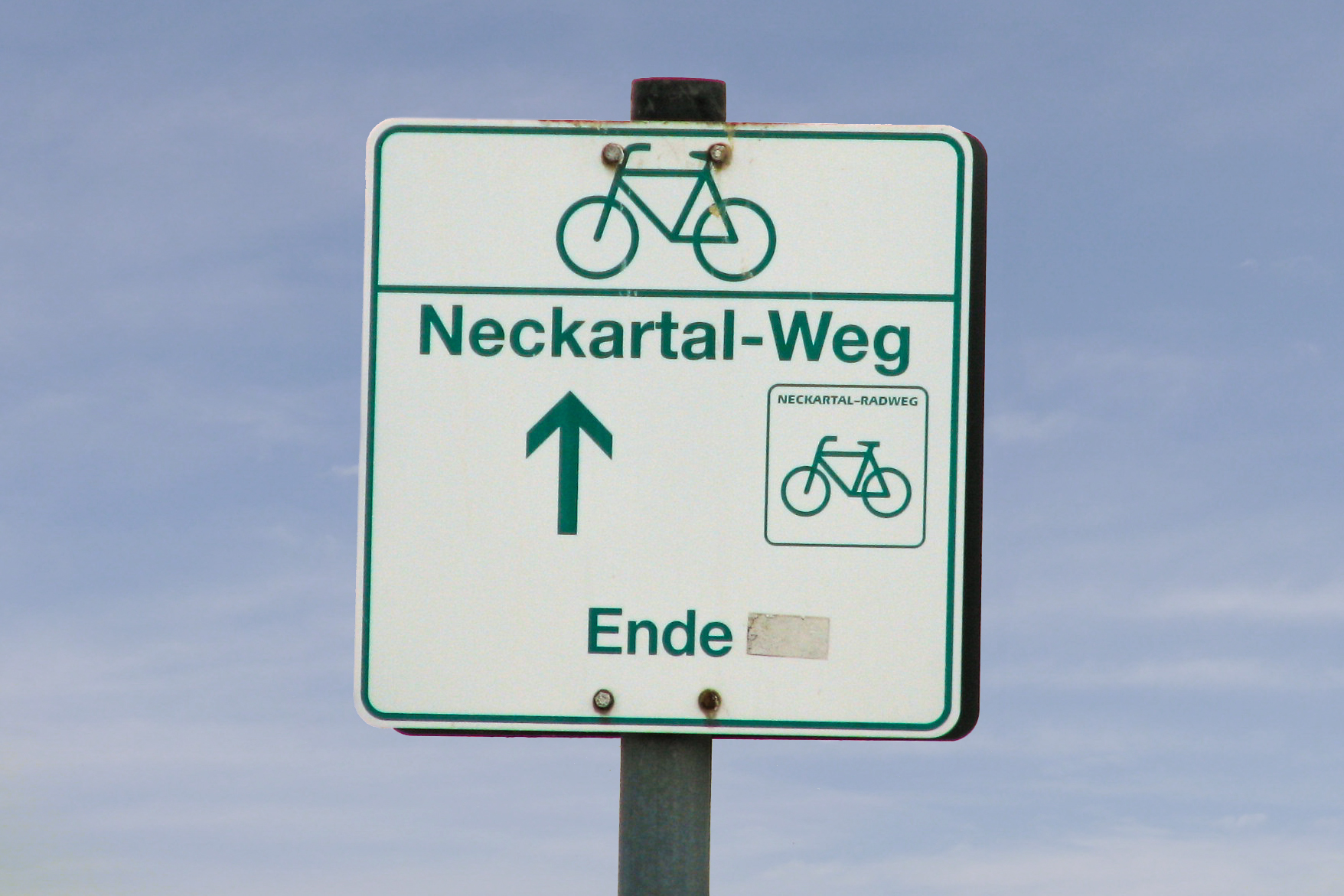
Der Neckartal-Radweg endet am Rhein bei Mannheim.

#### Sehenswertes
- Gundelsheim nennt sich wegen seiner jahrhundertelangen Zugehörigkeit zum Deutschen Orden Deutschordensstadt.
  - Schloss Horneck wurde 1533 vom Deutschen Orden auf den Ruinen der alten Burg Horneck errichtet. Seit 1960 beherbergt das Schloss das Heimathaus Siebenbürgen, ein Alten- und Pflegeheim, das Siebenbürgische Museum und das Siebenbürgen-Institut, das kulturelle Zentrum der Siebenbürger Sachsen.
  - Neben den eigentlichen Schlossgebäuden umfasst die historische Anlage noch mehrere spätmittelalterliche Wehrtürme.
  - Die katholische Stadtpfarrkirche St. Nikolaus ist die ehemalige Spitalkirche des Deutschen Ordens.
  - Die Altstadt von Gundelsheim ist reich an historischem Baubestand. Viele Fachwerkhäuser datieren auf das 17. und 18. Jahrhundert, darunter das historische Gasthaus Zum Lamm von 1692.

- Die Burg Hornberg war eine Gaugrafenburg und später eine Ritterburg auf einem steilen Bergsporn über dem Neckartal oberhalb des Ortes Neckarzimmern.

- Sehenswert in Mosbach ist vor allem der Marktplatz. Hier steht neben dem Mosbacher Rathaus unter anderem das Palm'sche Haus, ein 1610 erbautes Fachwerkhaus, das als Wahrzeichen der Stadt gilt und eines der schönsten Fachwerkhäuser Süddeutschlands ist. Das älteste Fachwerkhaus ist das Salzhaus. Daneben befindet sich hier die gotische Stiftskirche St. Juliana deren Anfänge ins 13. Jahrhundert reichen, wo sie Teil des Klosters Mosbach war.

- In Zwingenberg am Neckar gibt es die bewohnte und gut erhaltene Burg – heute Schloss Zwingenberg, ursprünglich aus dem 13. Jahrhundert. Diese wurde im 14. Jahrhundert geschleift und 1403 von den Herren zu Hirschhorn wieder aufgebaut. Seit 1983 finden alljährlich im August Schlossfestspiele unter freiem Himmel statt.

- Auf die Stadt Eberbach hat man vom Radweg auf dem gegenüberliegenden Neckarufer einen schönen Überblick. Sie liegt in einer Aufweitung des Neckartals und wie Hirschhorn an der romantischen Burgenstraße die von Mannheim nach Prag führt. Bei einem Abstecher über den Neckar bietet die Stadt unter anderem:
  - Die historische Altstadt weist vier gut erhaltene Türme der mittelalterlichen Stadtbefestigung auf.
  - Das Alte Rathaus von 1823 am Marktplatz zählt zu den gelungensten Werken des Weinbrenner-Stils (dem Klassizismus in Baden).
  - Das älteste Steingebäude ist das Thalheimsche Haus, früher kurpfälzische Amtskellerei, Jagdschloss und Rathaus, heute Informationszentrum des Naturpark Neckartal-Odenwald.
  - Hervorragende Fachwerkhäuser sind das frühere Stadtschloss Eberbacher Hof aus dem 16. Jahrhundert, das Alte Badhaus und das benachbarte Spohrsche Haus.

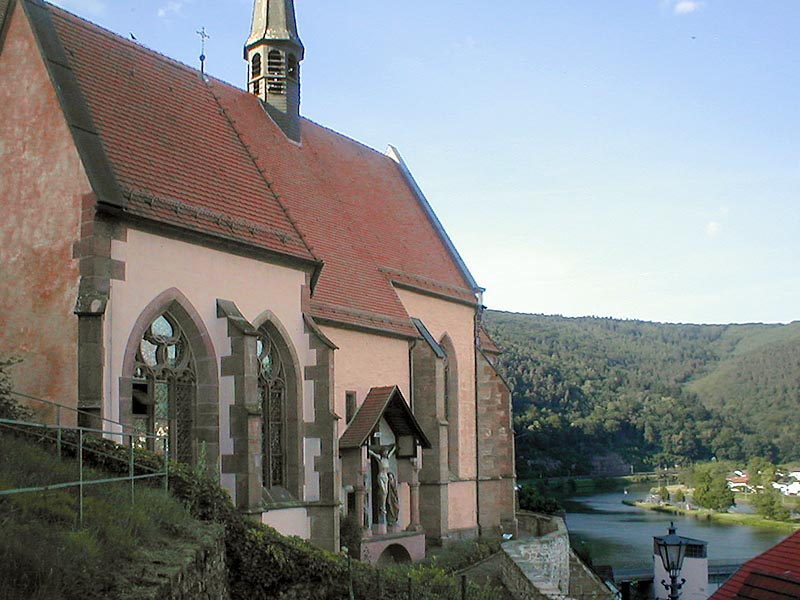
Klosterkirche Hirschhorn

- Hirschhorn am Neckar bietet vor allem vom gegenüberliegenden Neckarufer einen, pittoresken Blick auf Altstadt, Kloster und Burg. In der Stadt laden mehrere Punkte zu einem Besuch ein. So
  - das Hirschhorner Museum, das die sehenswerte „Naturalien- und Altertümersammlung“ des Hirschhorner Gastwirtes Carl Langbein und das umweltpädagogische Zentrum des UNESCO Geoparks beherbergt;
  - die mittelalterliche Burg Hirschhorn erstreckt sich auf einem Bergsporn oberhalb des Städtchens. Die heutige Form erhielt sie im 16. Jahrhundert durch einen schlossartigen Umbau im Stil der Renaissance. Danach wurde sie als Kurmainzer Amtssitz genutzt. Die Burg blieb bis heute von größeren Zerstörungen verschont und befindet sich daher in einem sehr guten Erhaltungszustand. Öffentlich zugänglich sind aber nur Innenhof und Turm.
  - Unterhalb der Burg befindet sich die ehemalige Karmeliter-Klosterkirche Mariä Verkündigung, geweiht 1406, mit St.-Anna-Kapelle von 1513. Die Kirche ist reich an mittelalterlichen Epitaphen derer von Hirschhorn und weist einen gotischen Sandstein-Lettner auf. Zur rechten der Kirche ist das ehemalige Klostergebäude erhalten.
  - Innerhalb der Altstadt, die von der noch fast komplett erhaltenen Stadtwehranlage des 13. und 15. Jahrhunderts umgeben ist befinden sich weitere sehenswerte Gebäude.

- Die bedeutendsten Sehenswürdigkeiten von Neckarsteinach sind die vier Burgen, die westlich vom Siedlungskern auf einem Bergsporn bzw. am Hang des Neckarufers liegen: Vorderburg, Mittelburg, Hinterburg und Schadeck (auch: Schwalbennest).
  - Die Evangelische Kirche Neckarsteinach geht auf die ursprüngliche Kirche des Ortes zurück und wurde 1483 im Stil der Spätgotik durch Blicker XIV. Landschad von Steinach neu erbaut.
  - Die katholische Herz-Jesu-Kirche wurde in neobarockem Stil 1906–1908 durch Friedrich Pützer errichtet.
  - Neckarsteinach ist reich an historischem Baubestand. Neben Resten der alten Stadtmauer aus dem 14. Jahrhundert sind die mittelalterliche Bliggergasse zu nennen, außerdem das Fachwerkhaus Ambtmann und die alte Synagoge in der Hirschgasse sowie der Schönauer Hof, ein historisches Fachwerk-Ensemble in der Kirchenstraße.

- Die ehemalige kurpfälzische Residenzstadt Heidelberg ist bekannt für ihre Schlossruine oberhalb von Fluss und Altstadt sowie die Ruprecht-Karls-Universität, die älteste Hochschule auf dem Gebiet des heutigen Deutschlands. Heidelberg ist eine der wenigen deutschen Großstädte, die im Zweiten Weltkrieg nicht zerstört wurde. Eine Besonderheit ist die barocke Altstadt, die – nach den Zerstörungen in den Jahren 1689 und 1693 – auf mittelalterlichem Grundriss neu errichtet wurde. In der Altstadt, die mit 1,6 km Länge eine der längsten Fußgängerzonen Europas hat, befinden sich auch die meisten der bedeutenden Bauwerke.

- Ladenburg mit seiner spätmittelalterlicher Altstadt liegt an der Bertha Benz Memorial Route und nur wenige Kilometer von der Neckarmündung in den Rhein entfernt. In der Stadt gibt es:
  - Das Automuseum Dr. Carl Benz in der fast 100 Jahre alten Fabrikhallen von C. Benz Söhne.
  - Der Marktplatz ist das Zentrum der historischen Altstadt, die durch einen einzigartig geschlossenen Bestand von hervorragend restaurierten Baudenkmälern, darunter zahlreichen Fachwerkhäusern aus dem 15. bis 18. Jahrhundert, überregionale Bedeutung besitzt. Hier fallen vor allem die barocke Mariensäule und das Neunhellerhaus ins Auge.
  - Die St.-Gallus-Kirche mit einer Krypta aus dem 11. Jahrhundert und die Evangelische Stadtkirche stehen direkt nebeneinander.

- Die Quadratestadt und Universitätsstadt Mannheim ist mit etwa 300.000 Einwohnern die zweitgrößte Stadt des Landes Baden-Württemberg. Die ehemalige Residenzstadt (1720–1778) der historischen Kurpfalz bildet das wirtschaftliche und kulturelle Zentrum der europäischen Metropolregion Rhein-Neckar mit 2,35 Millionen Einwohnern. Die Liste zu Kultur und Sehenswürdigkeiten ist entsprechend lang.